# Biserica de lemn din Oncești

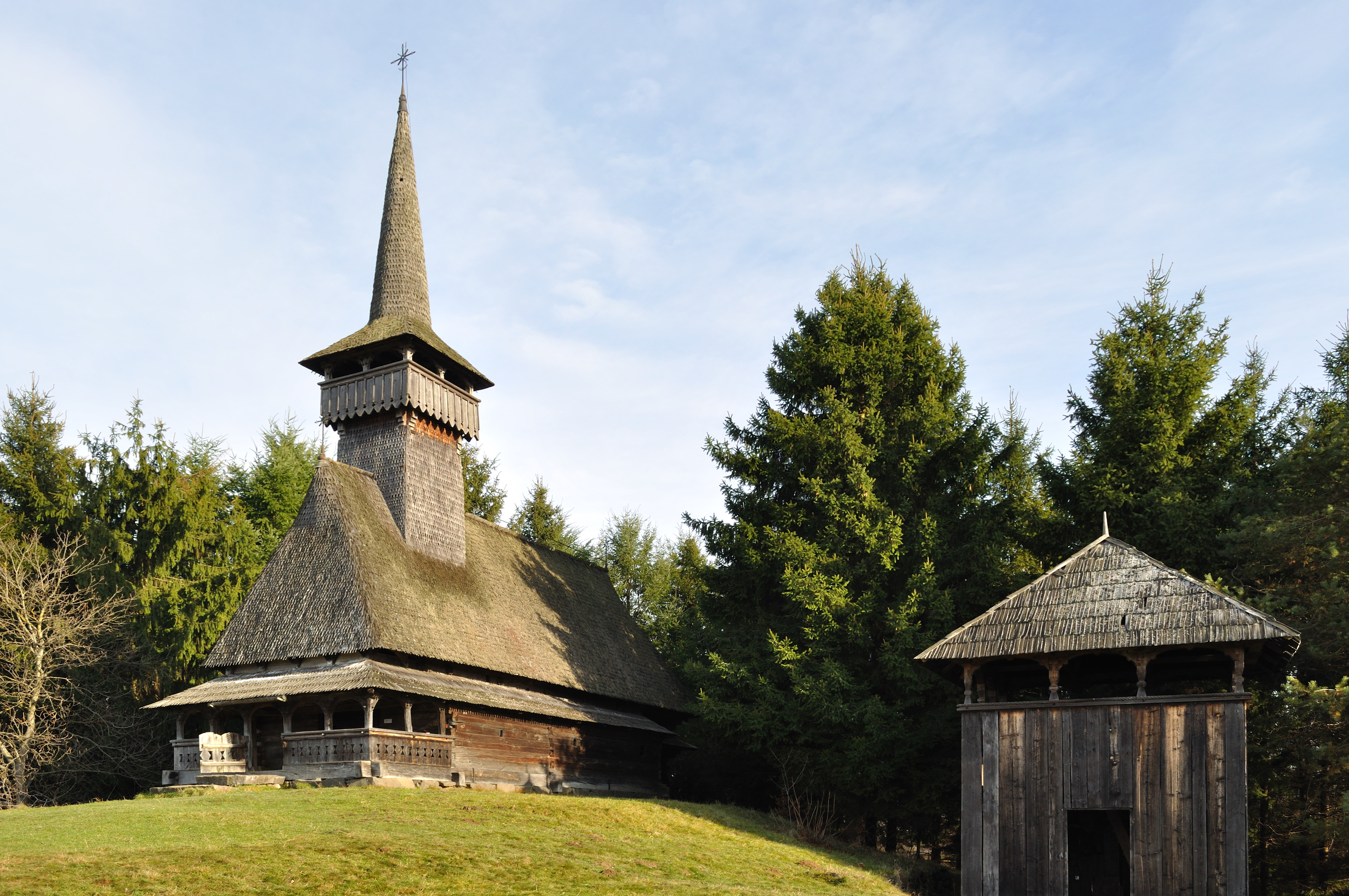
Biserica de lemn din Oncești, în prezent la Muzeul Satului Maramureșan din Sighetu-Marmației, foto: noiembrie, 2010.

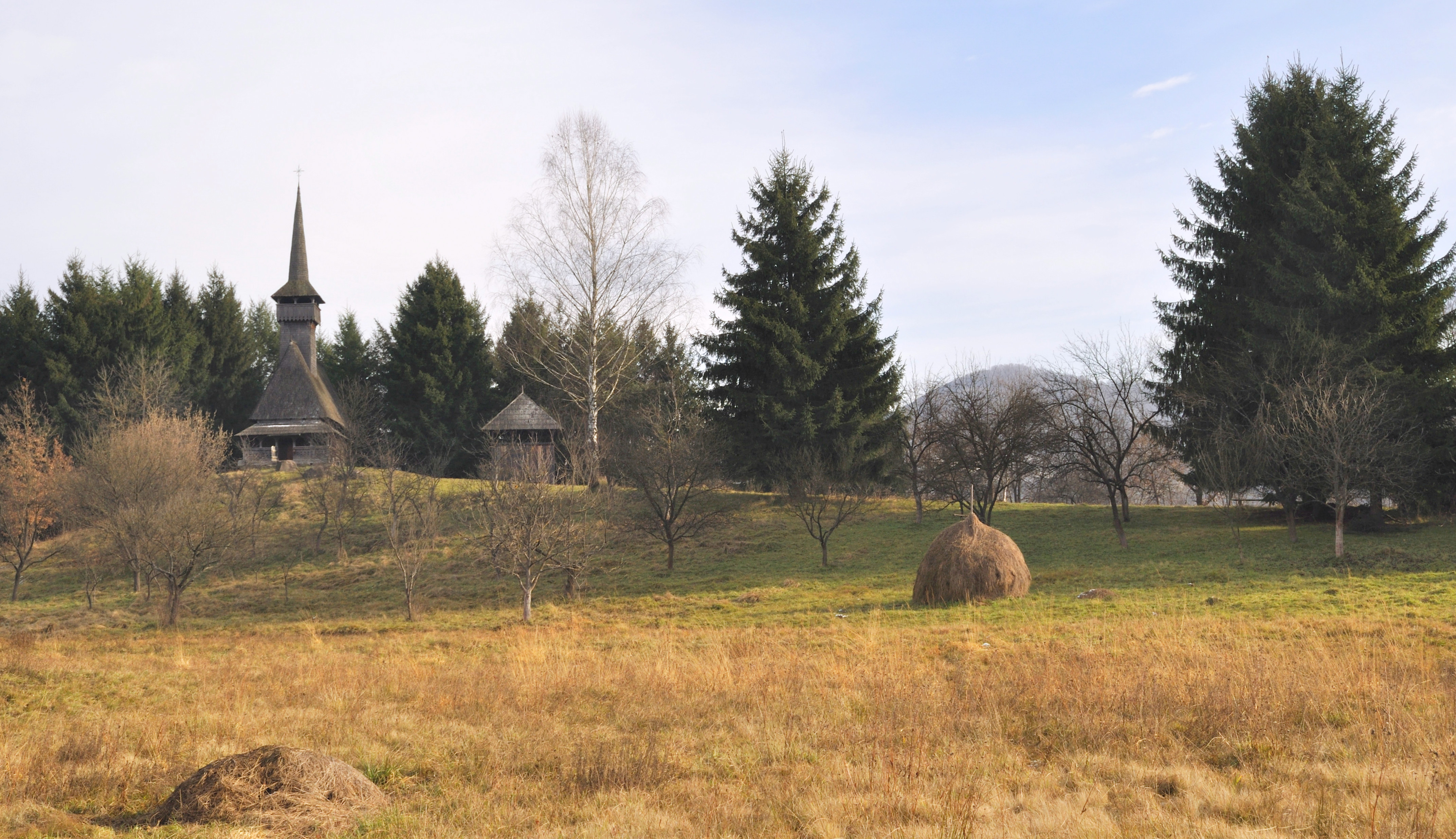
Biserica din depărtare

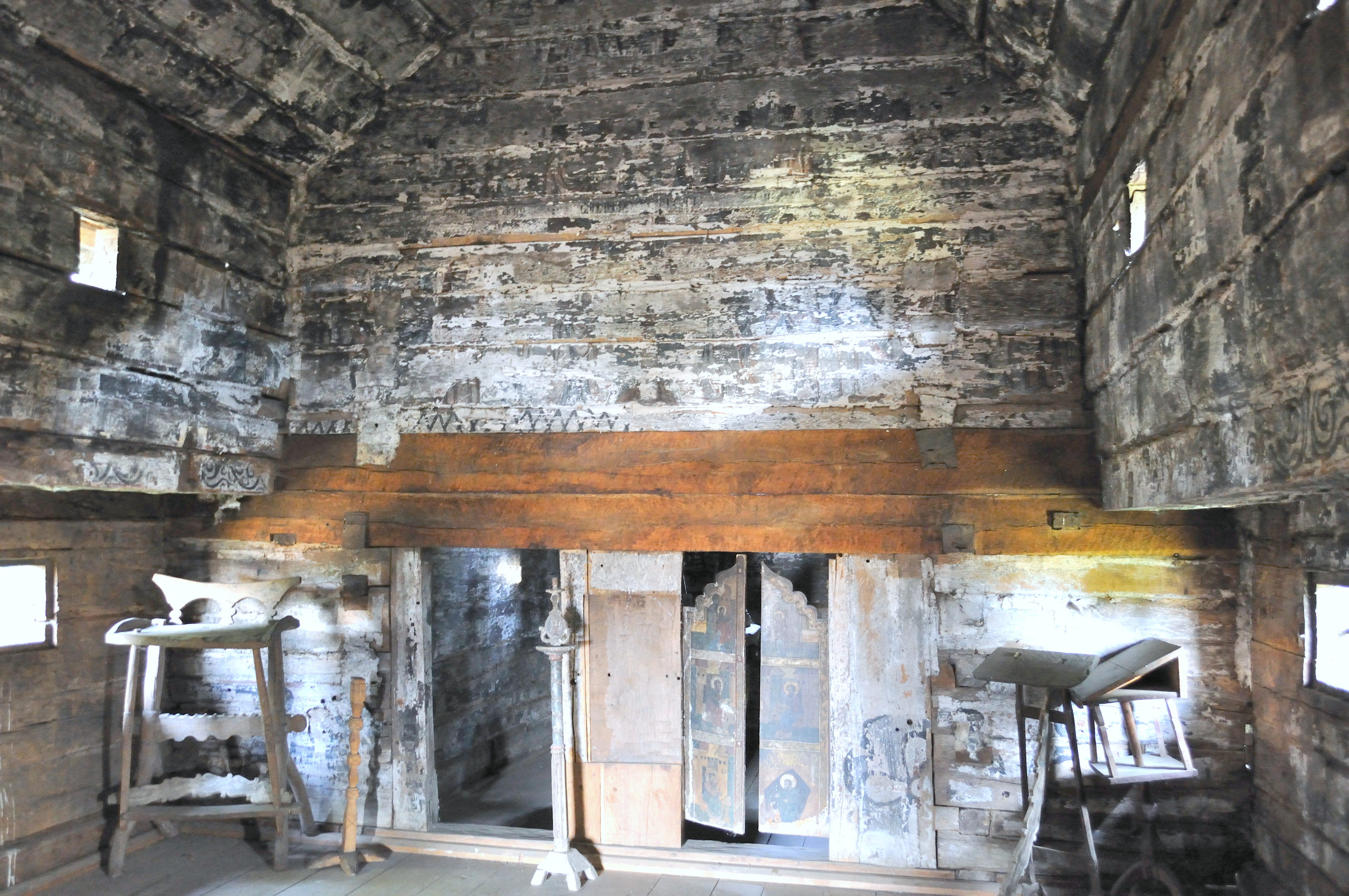
Interiorul navei

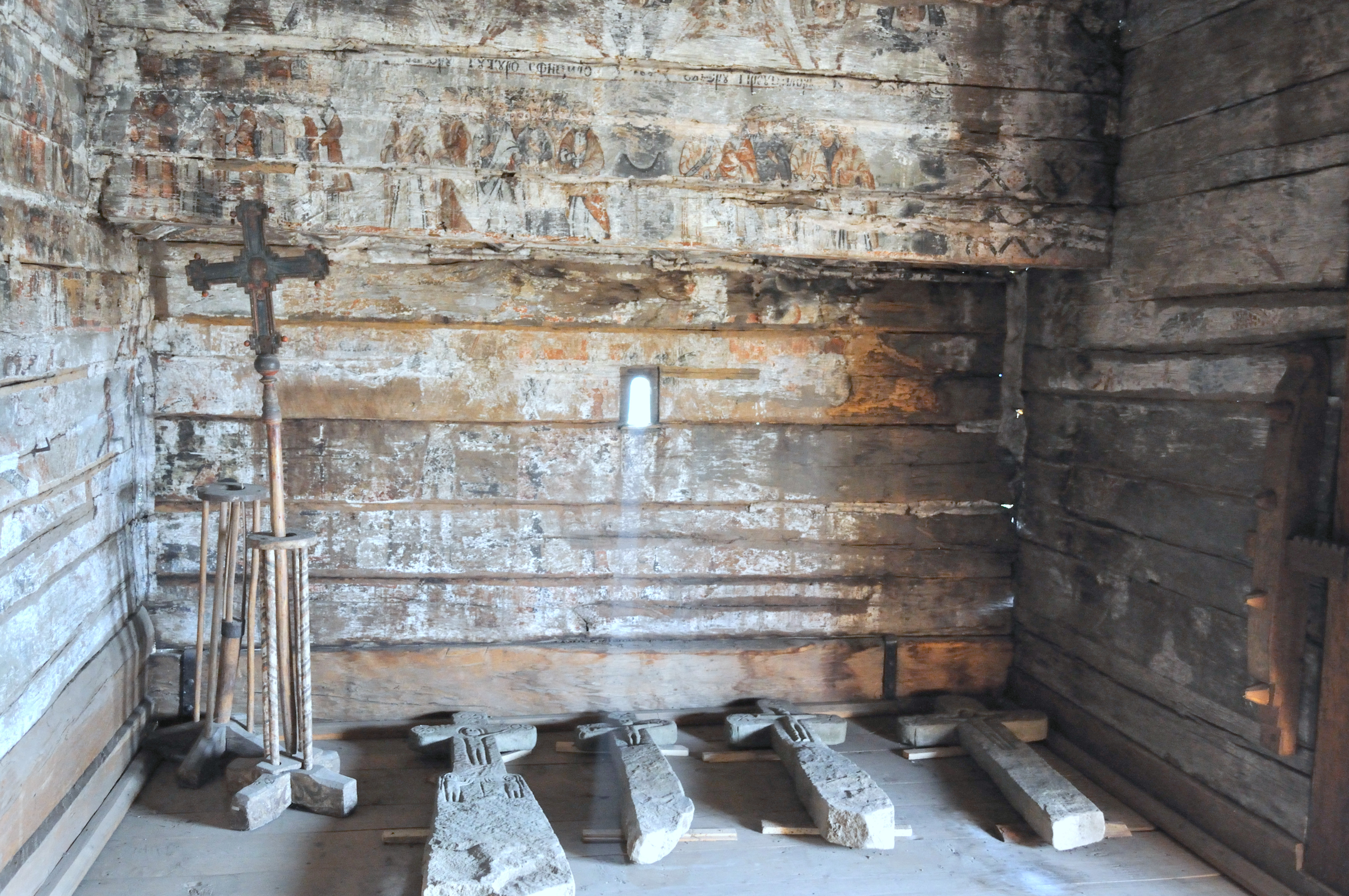
Cruci vechi de piatră aduse de la Botiza

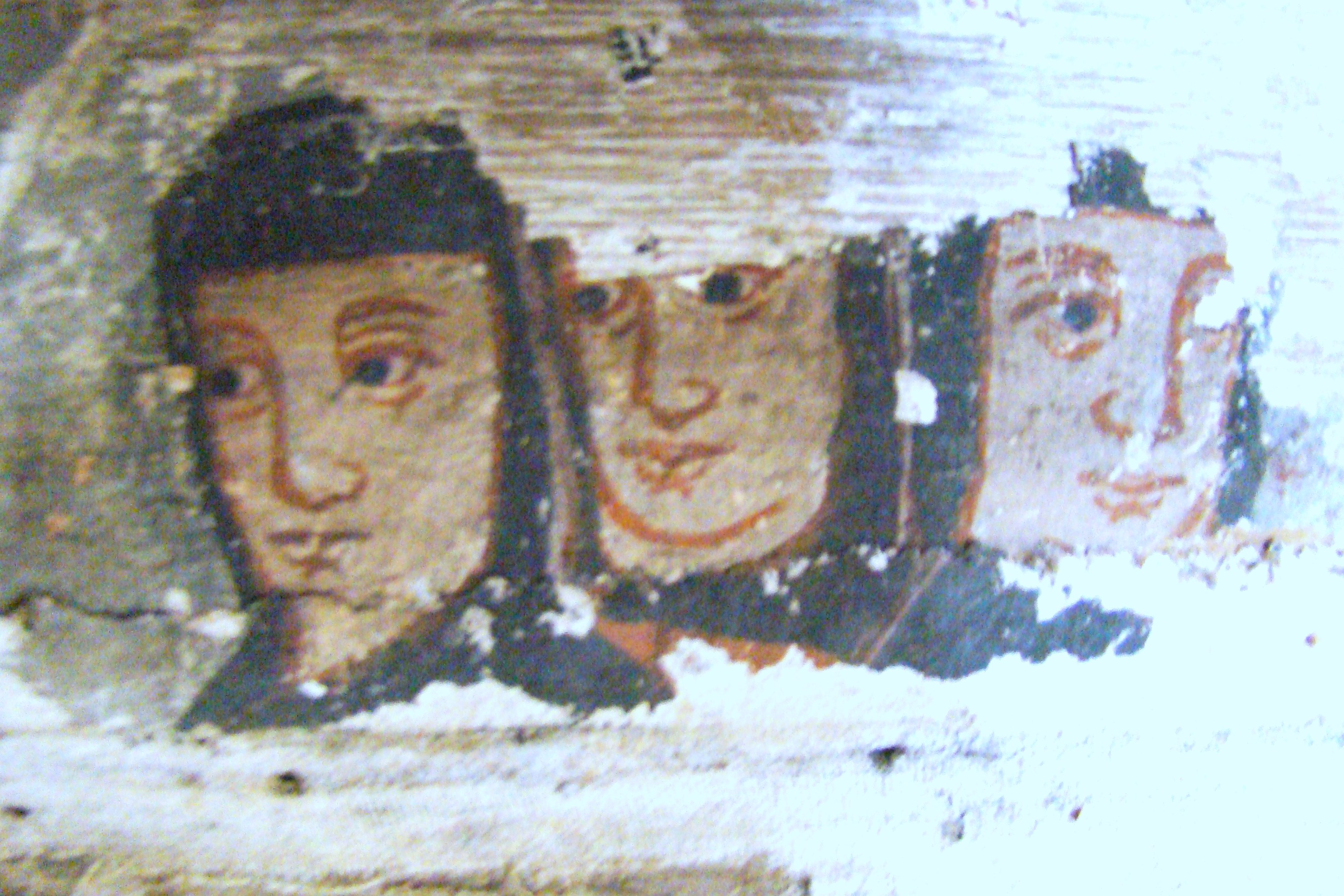
Rest de pictură parietală

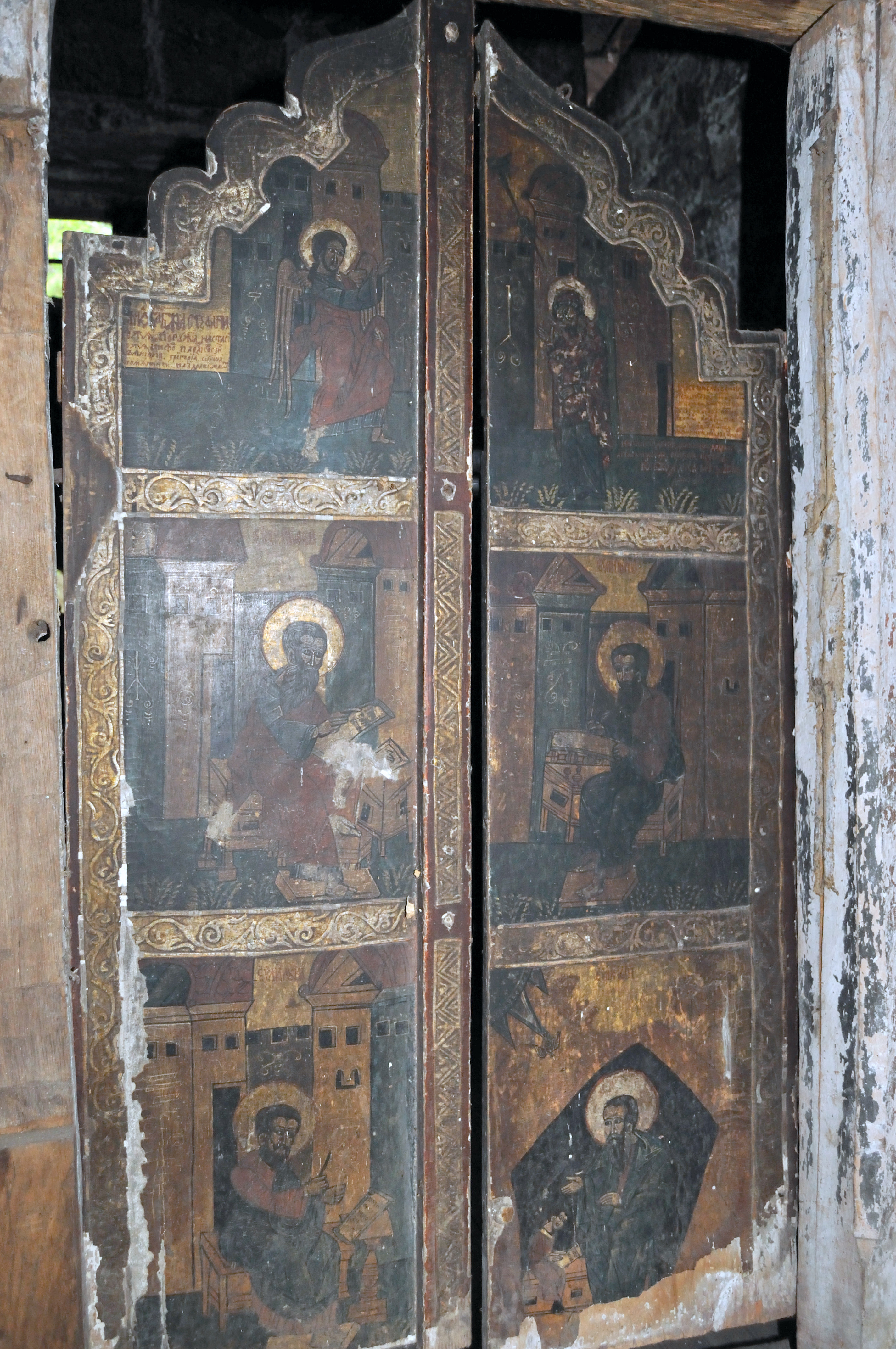
Ușile împărătești: Buna Vestire; Evangheliștii

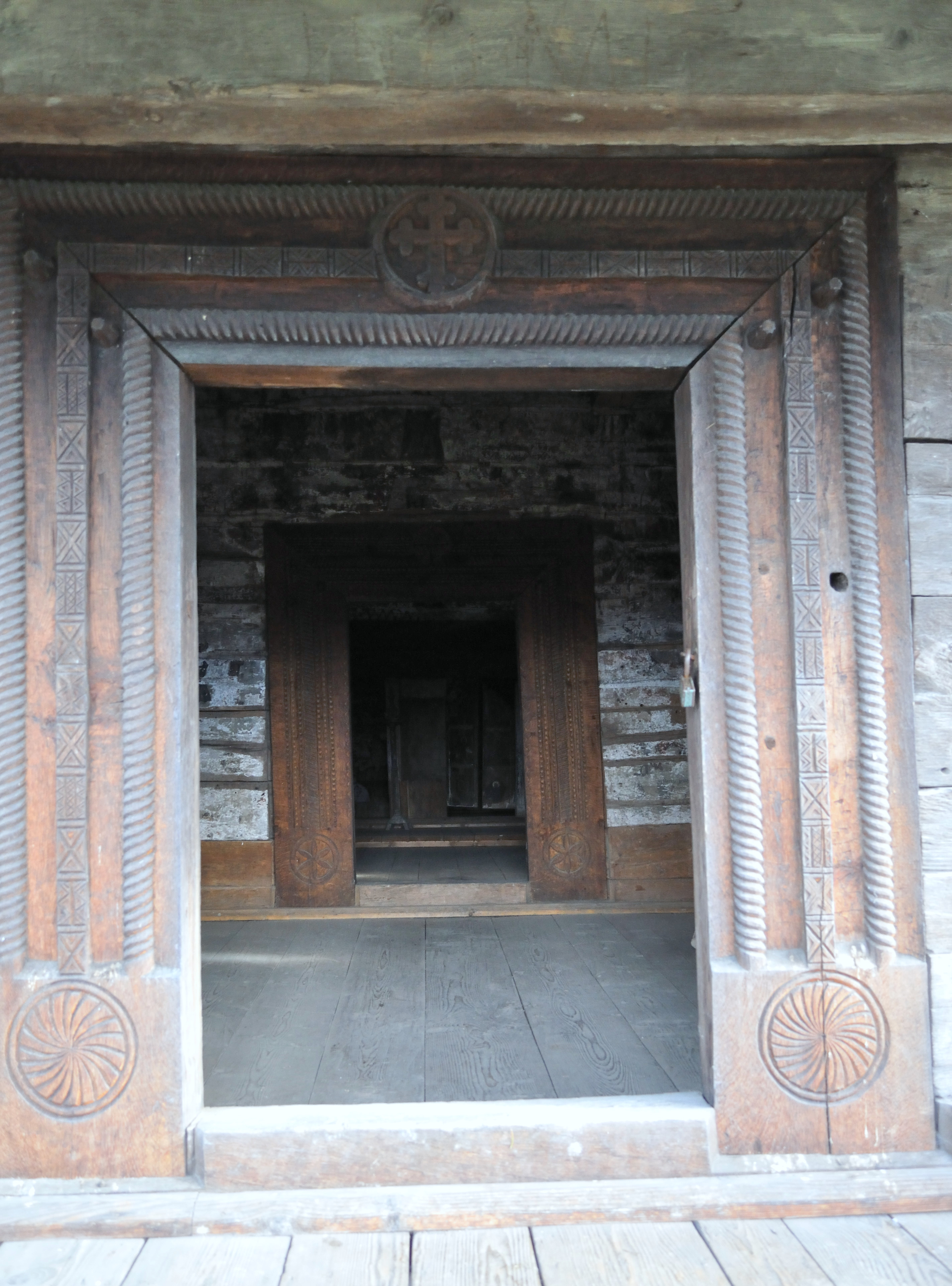
Portalul exterior

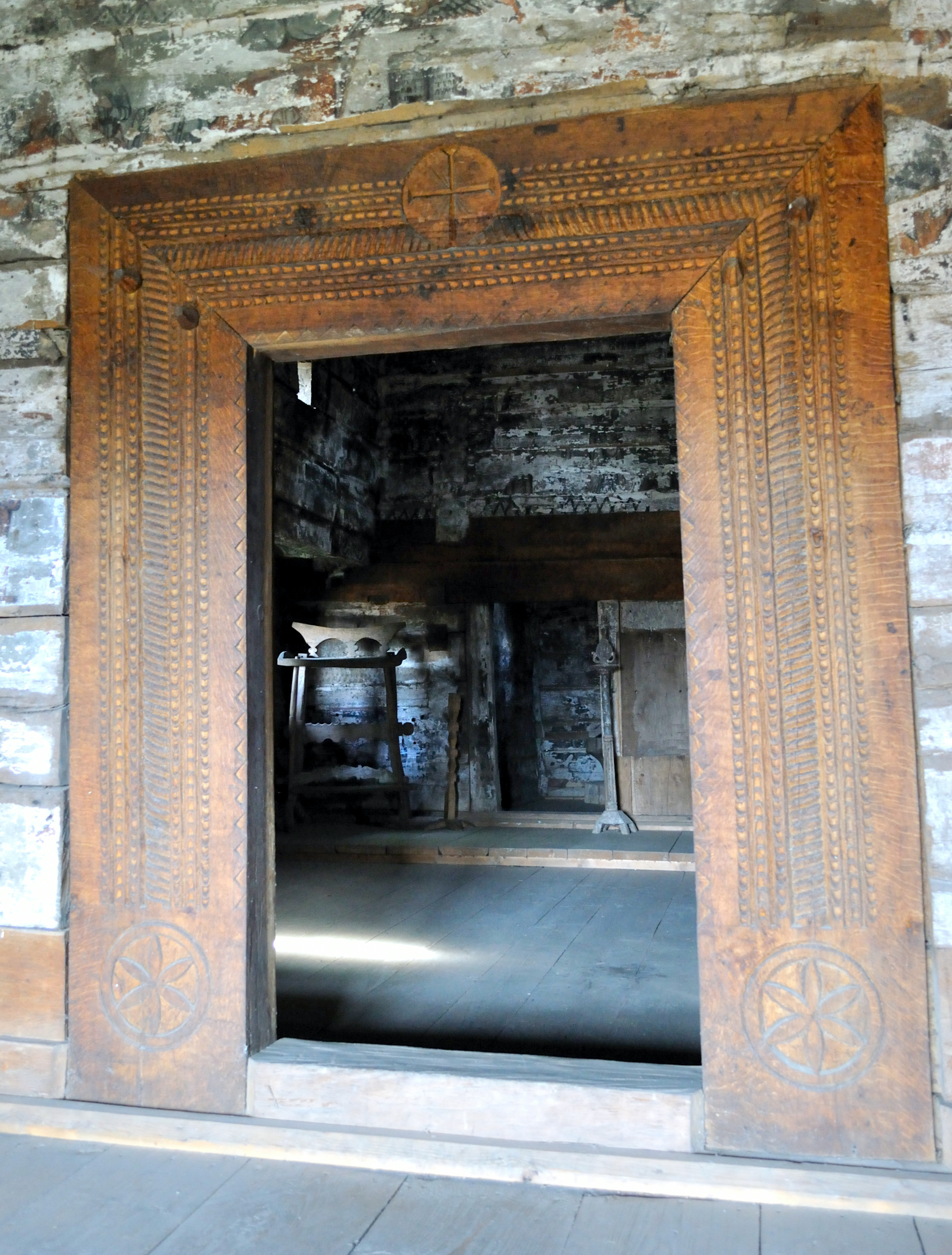
Portalul interior

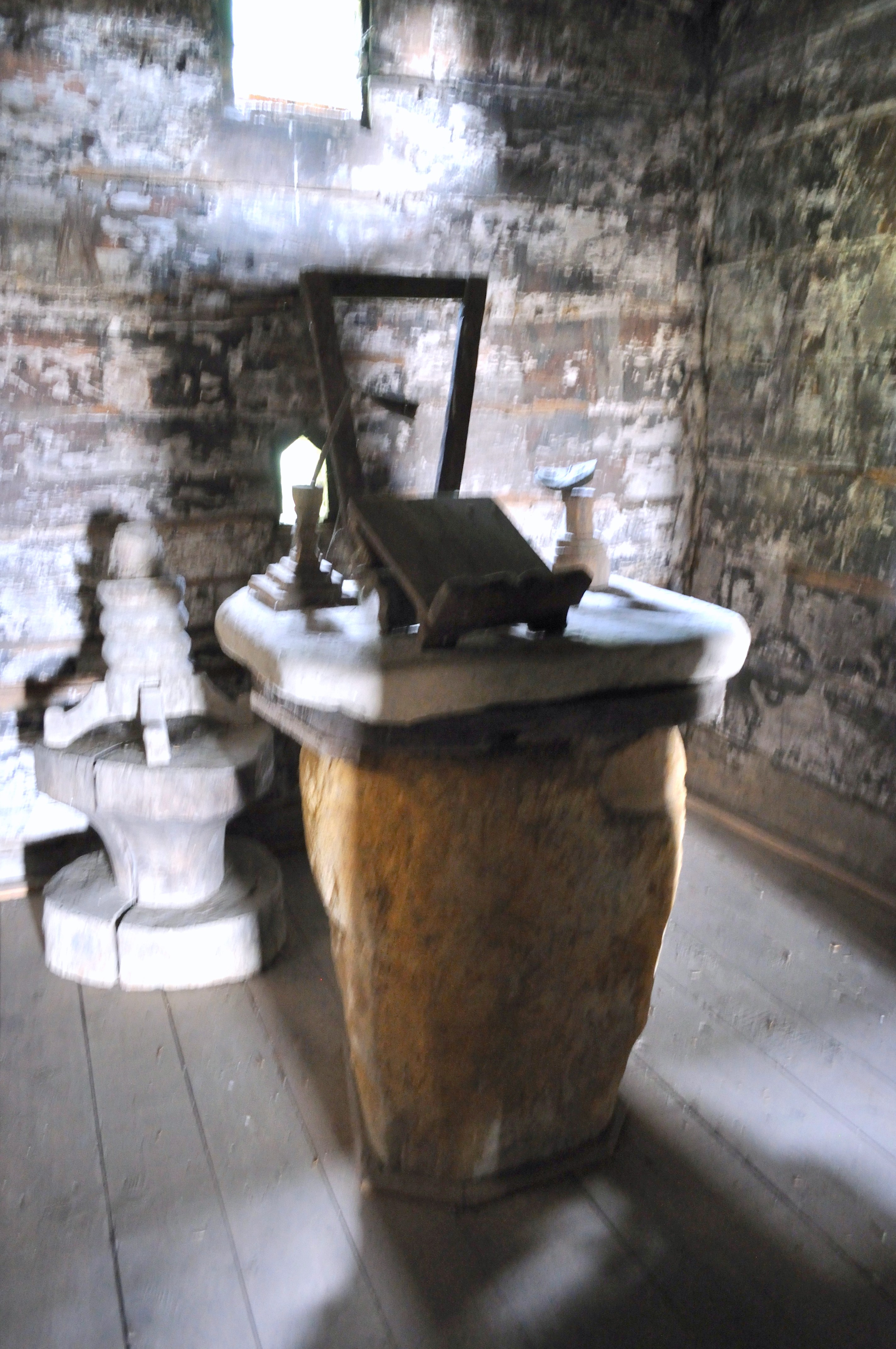
Masa altarului

Biserica de lemn din Oncești a fost construită în secolul al XVI-lea. În prezent se află la Muzeul Satului Maramureșean din Sighetu-Marmației.

## Istoric și trăsături
După unele documente, în Oncești erau menționate două biserici din lemn. Una din ele era amplasată în locul numit Glimău, unde a fost cândva și vechiul cimitir. După informațiile primite de la preotul Rednic Ioan este posibil ca acea biserică să fi fost de fapt o mănăstire. Ambele biserici au fost distruse de incendii. În anul 1690, satul era probabil foarte sărac și a primit o biserică din lemn de peste Tisa din satul Criciova. Biserica a fost repictată în anul 1691. În anul 1974 vechea biserică a fost dusă la Muzeul Etnografic din Sighetu Marmației fiind și la ora actuală perla muzeului în aer liber.
Biserica este așezată pe un promontoriu care domină întregul sat recreat în cadrul muzeului și către care converg toate drumurile ce îl străbat. Această biserica de lemn este cea mai veche construcție din muzeu (sec. al XVI-lea). Unele bârne au fost datate dendrocronologic intre anii 1572 si 1614. Din pictura parietală s-au mai păstrat doar câteva fragmente. Ușile împărătești reprezintă, în partea superioară, Bunavestire, iar în cele patru compartimente inferioare apar evangheliștii Matei, Marcu, Luca și Ioan. Scenele au ca fundal un decor arhitectonic familiar picturii ortodoxe, potrivit canoanelor bizantine. Fundalul arhitectonic este înlocuit cu un peisaj ce înfățișează intrarea într-o peșteră în scena evanghelistului Ioan. Evangheliștii sunt așezați pe tronuri fără spătare, în poziție de lucru, având în față câte un tetrapod pe care se găsesc volumene desfășurate. În mâini țin unelte de scris. Ioan îi dictează ucenicului său Prohor textul evangheliei.

## Imagini din interior

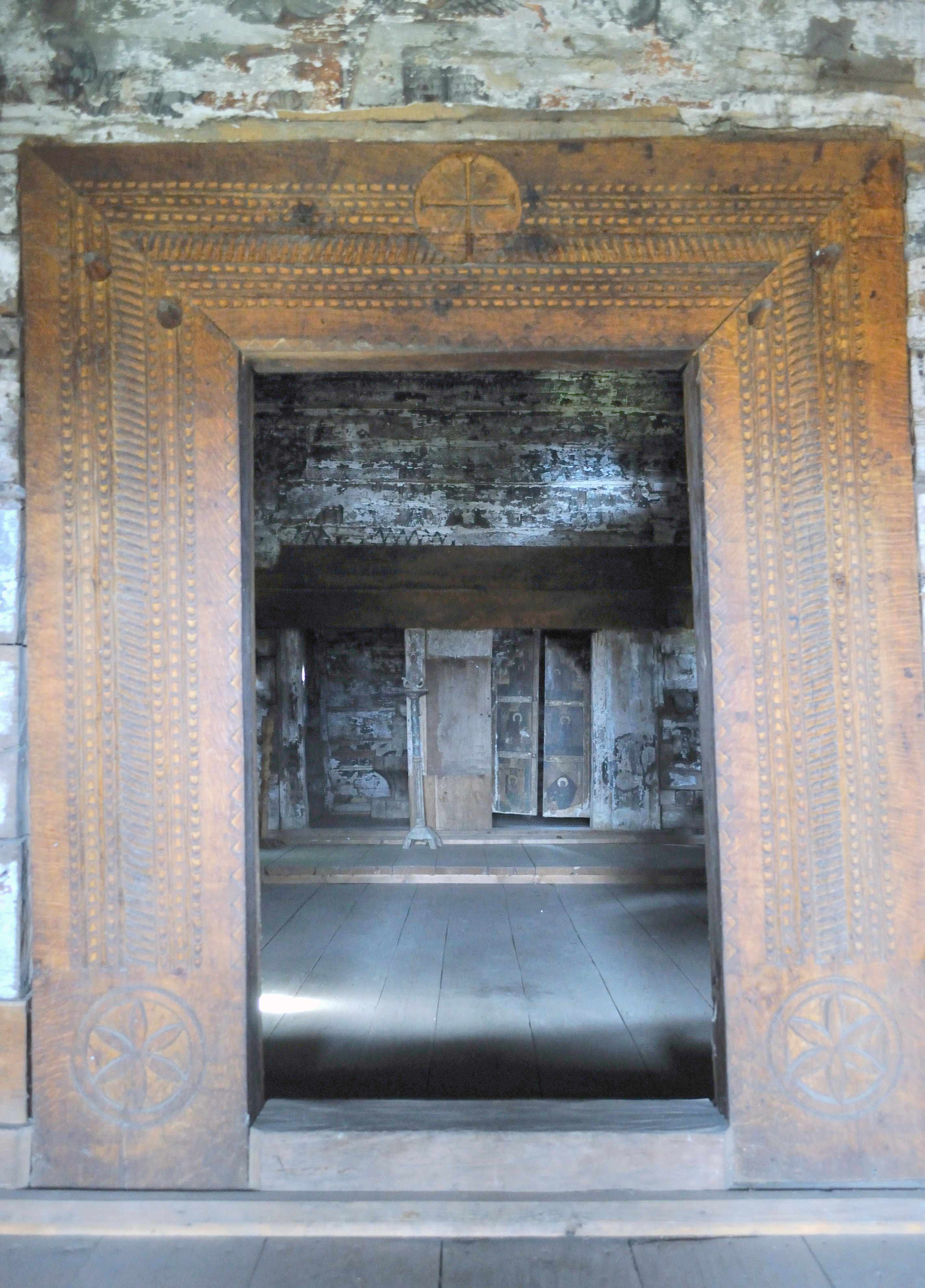
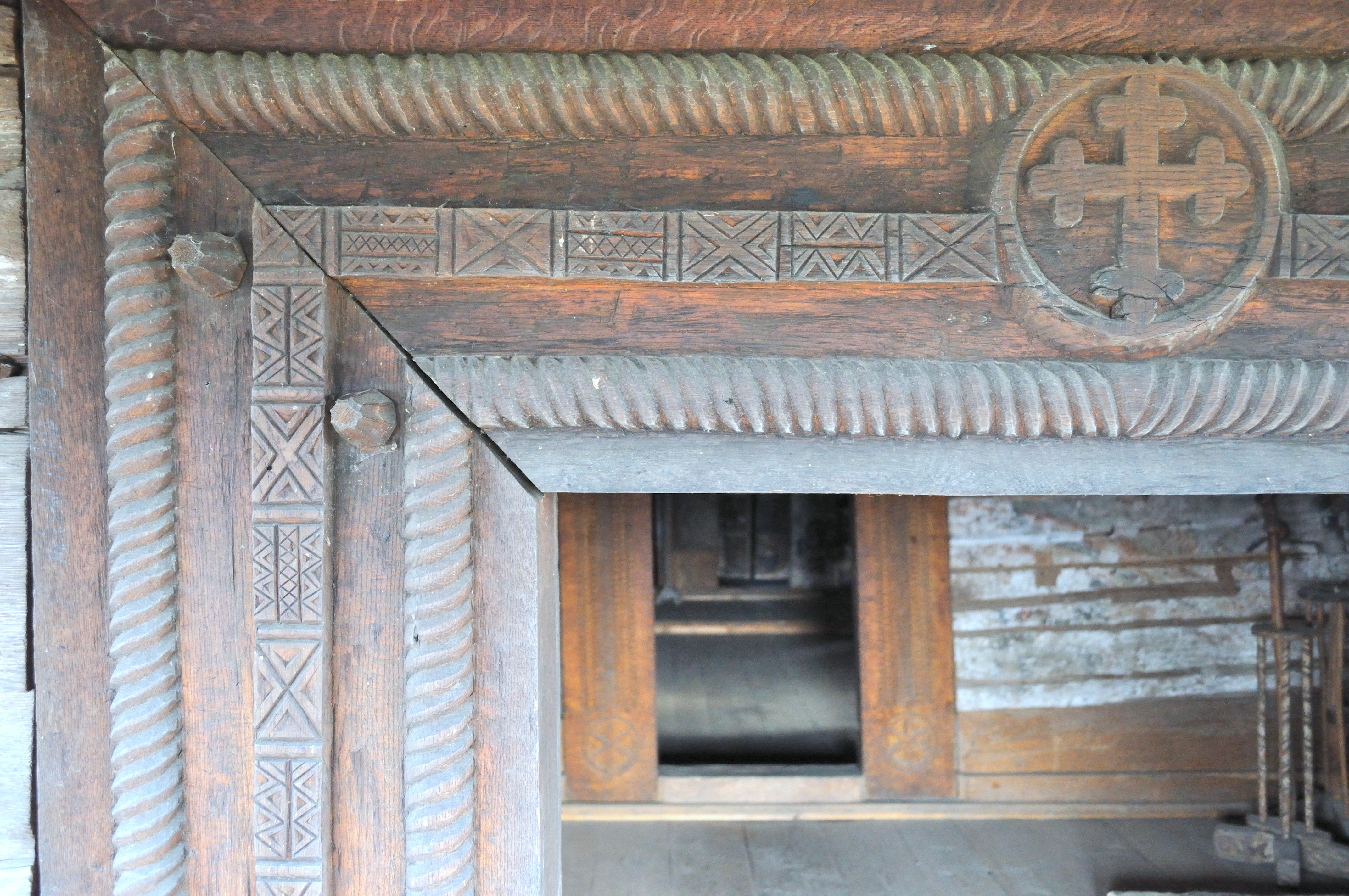
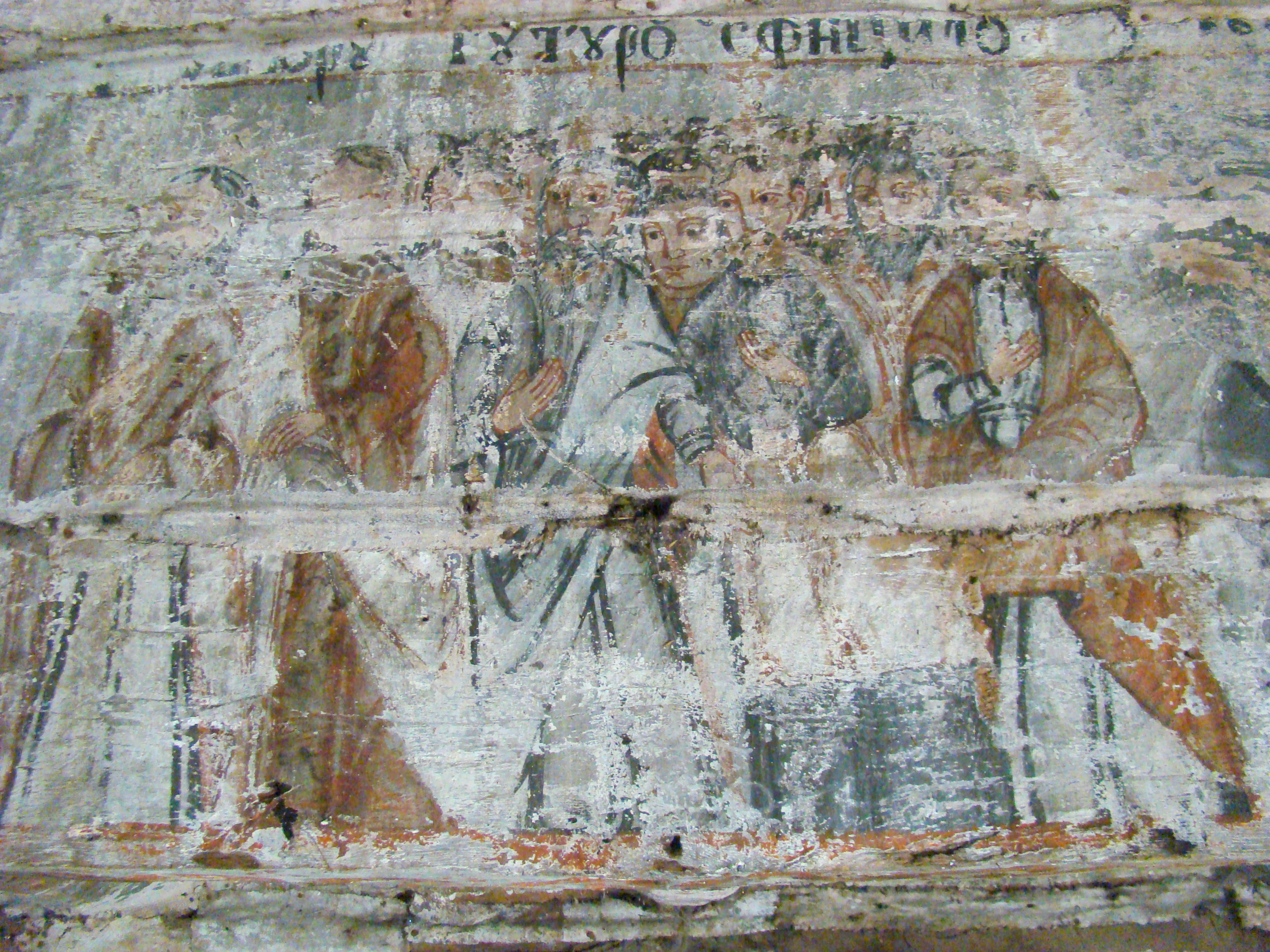
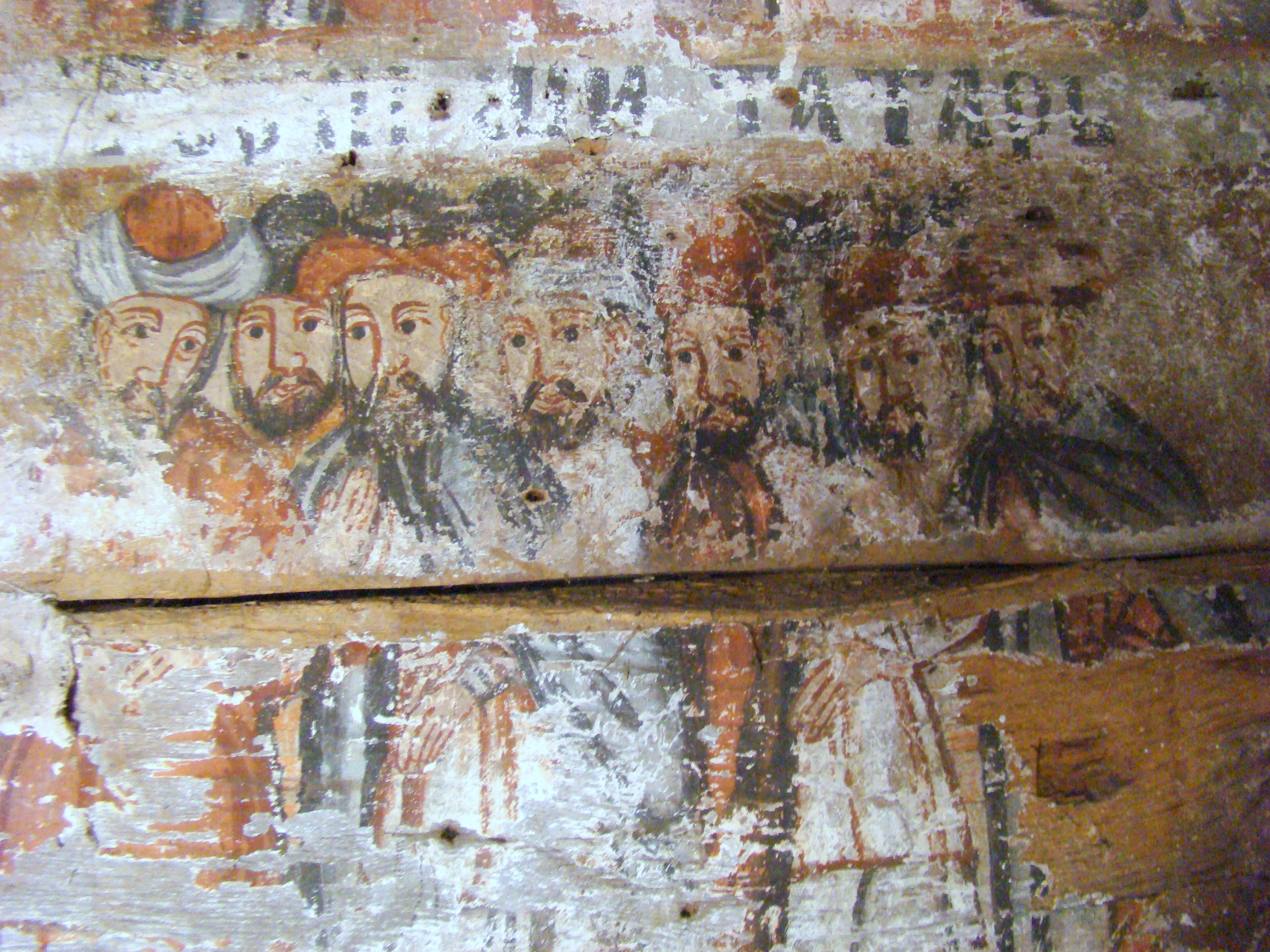
Detaliu din reprezentarea Judecății de Apoi, pictată probabil la începutul anilor 1750 ((zugrav Alexandru Ponehalschi))
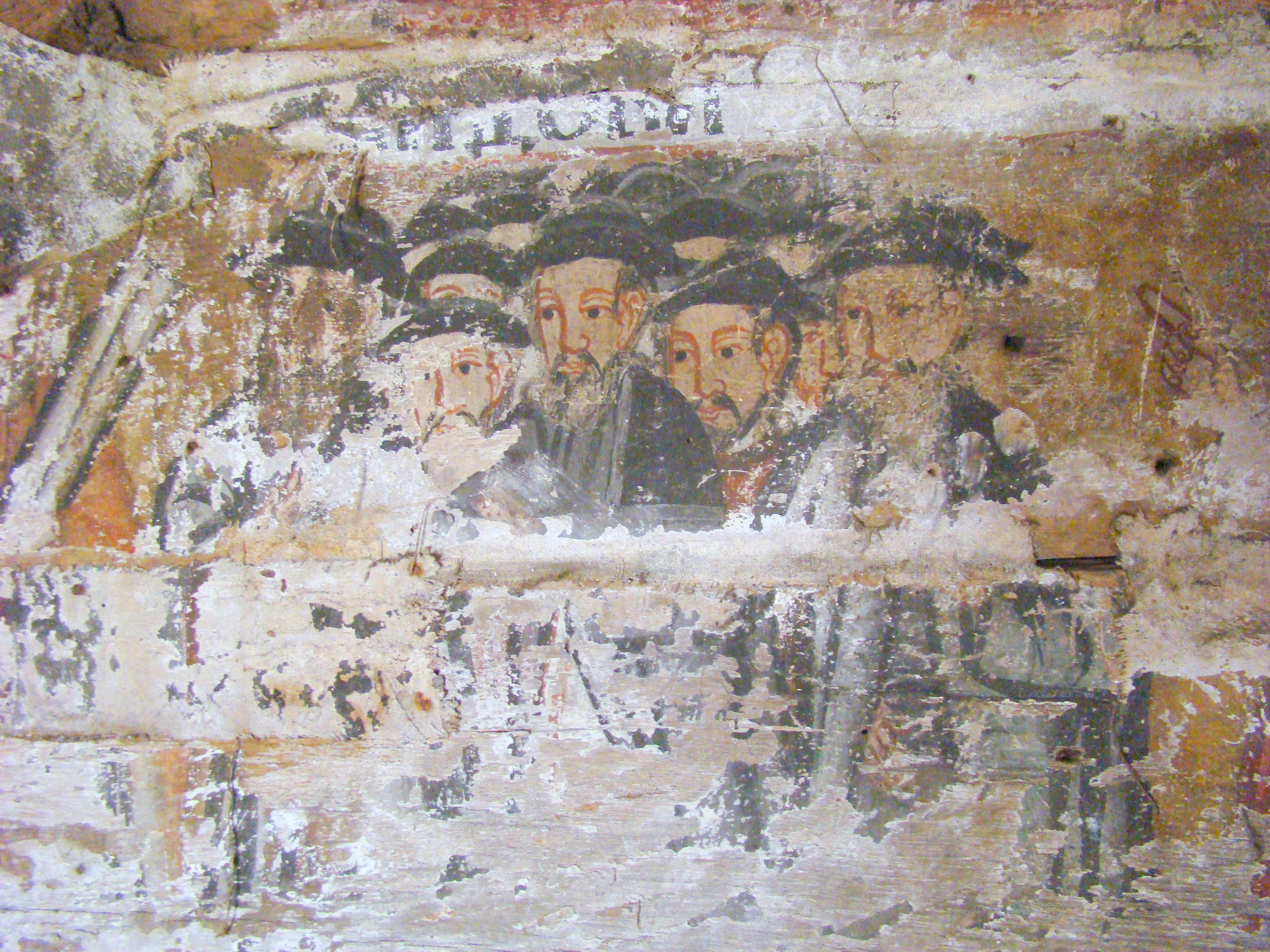
Fragmentul din dreapta intrării  în naos este ceva mai bine păstrat, supraviețuind demontării, transportului și remontării construcției în Muzeul Maramureșului, secția în aer liber, în 1975
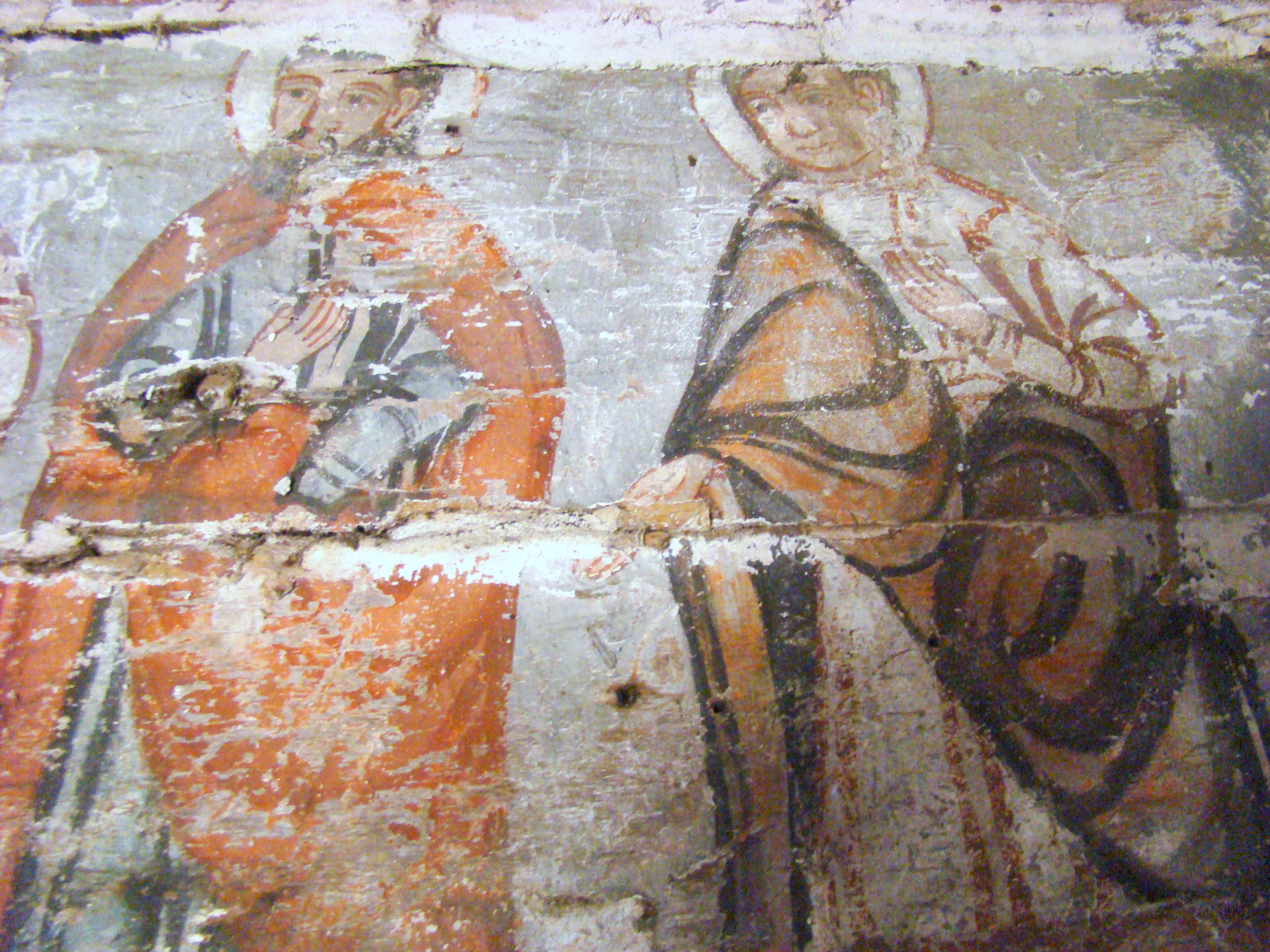
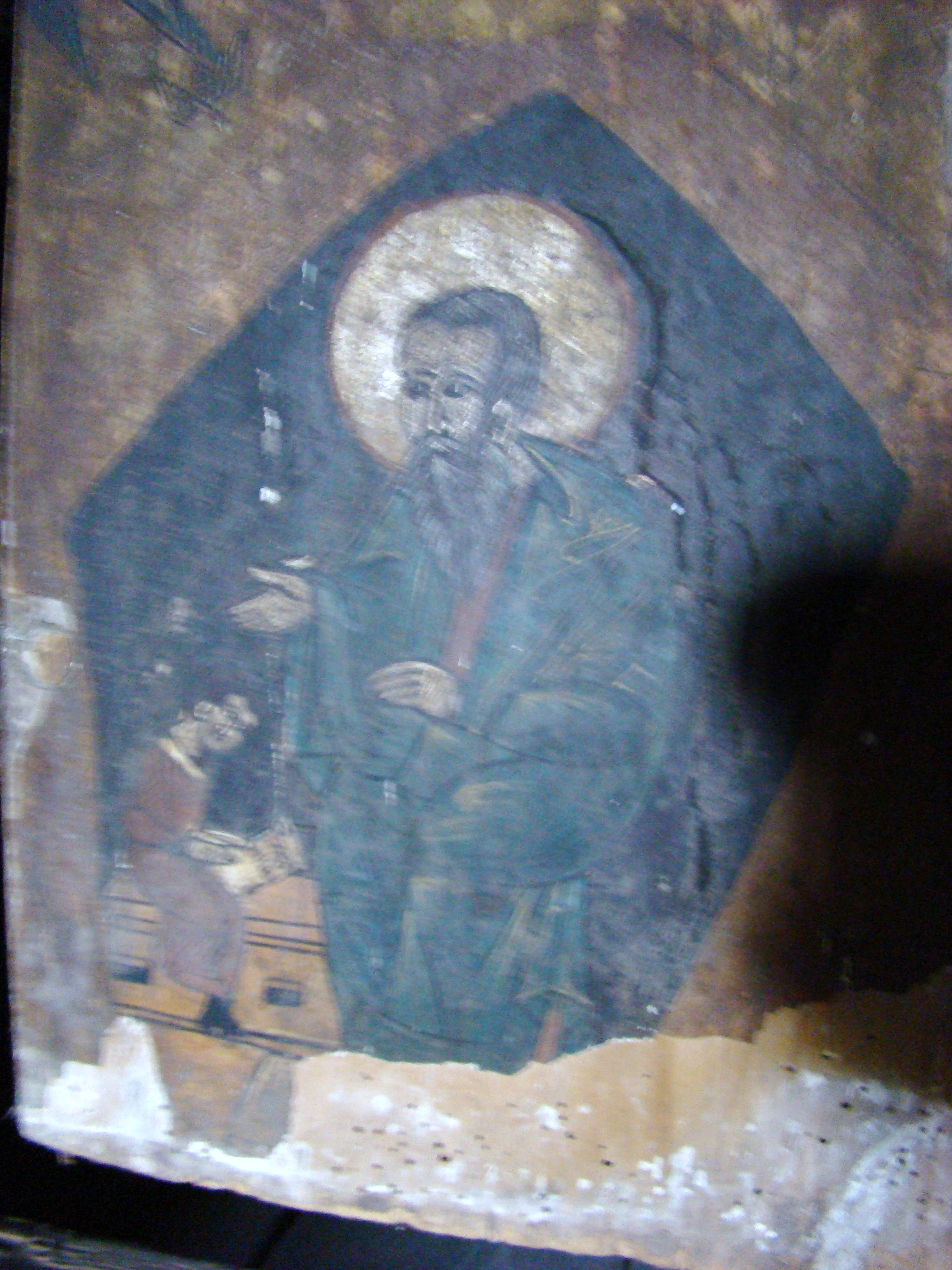
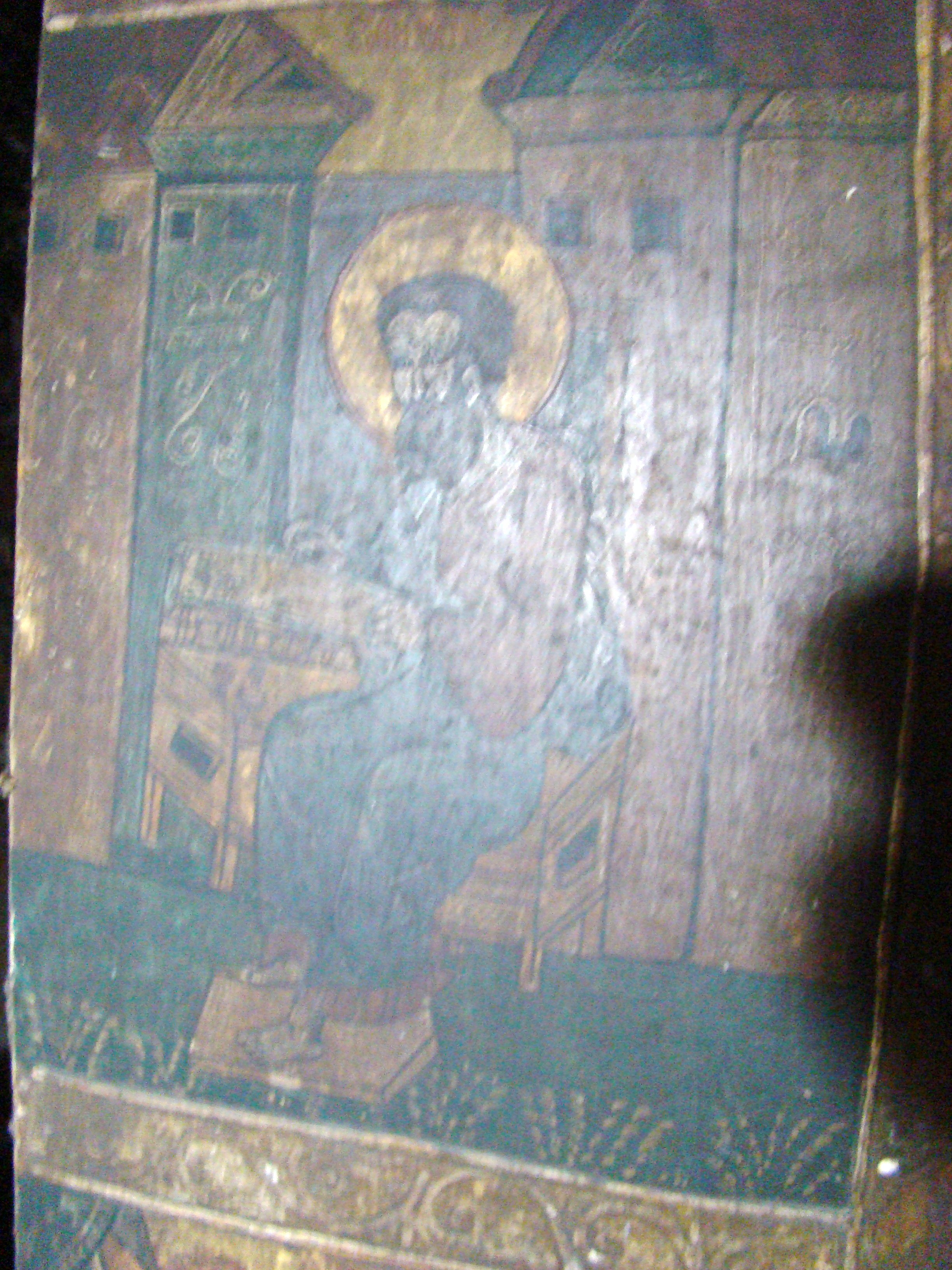
Evanghelistul Marcu, detaliu de pe ușile împărătești
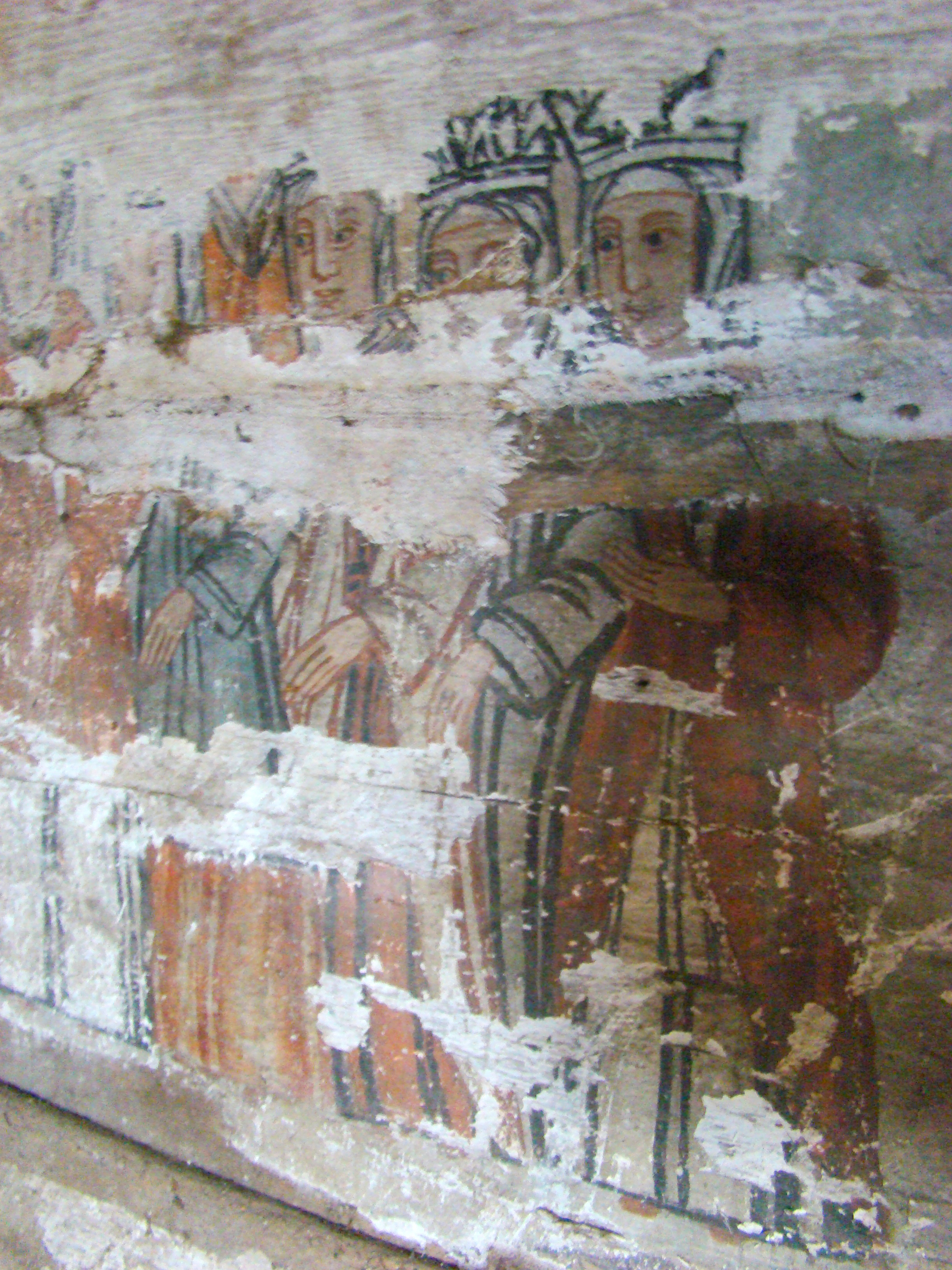
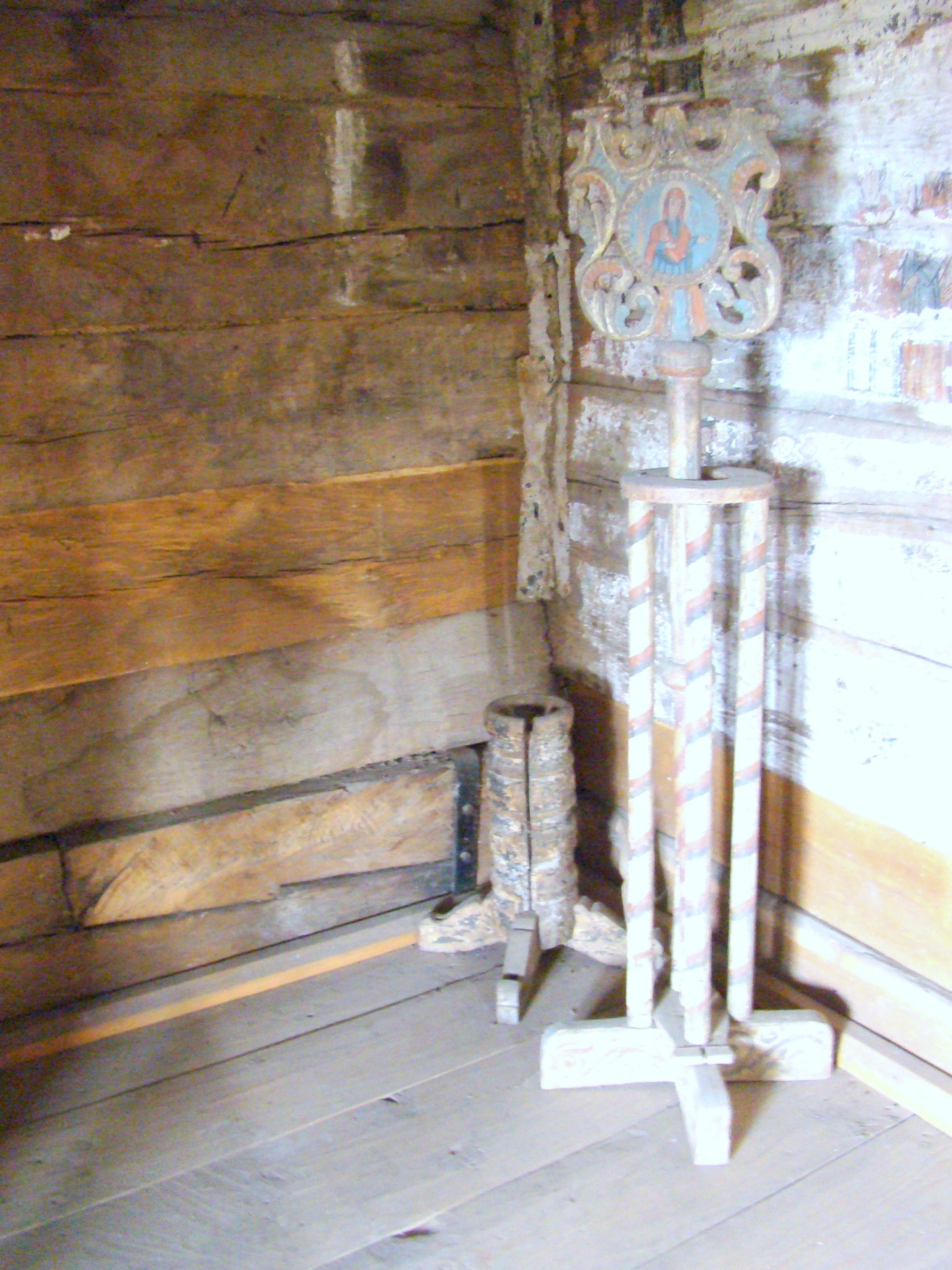
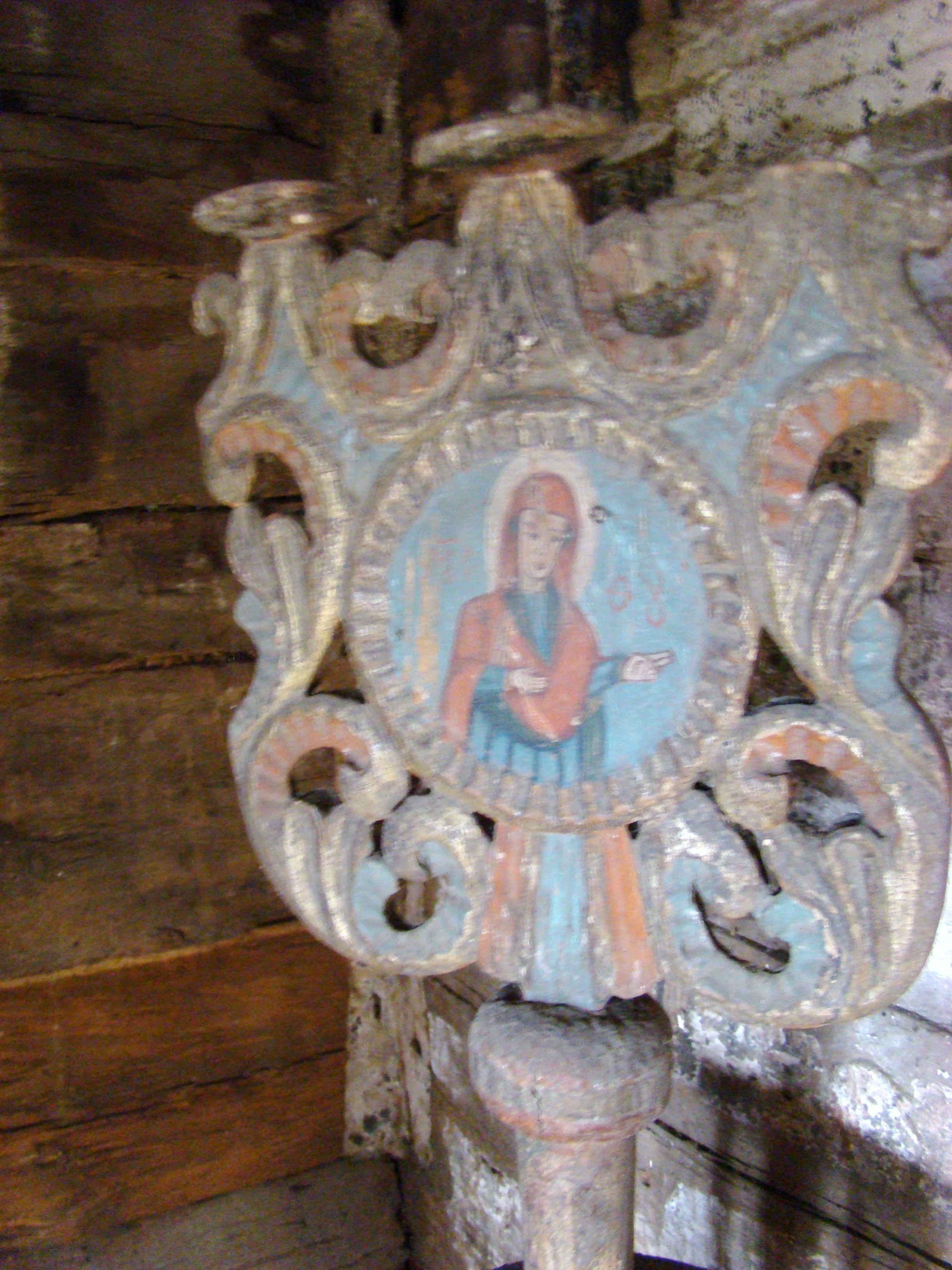
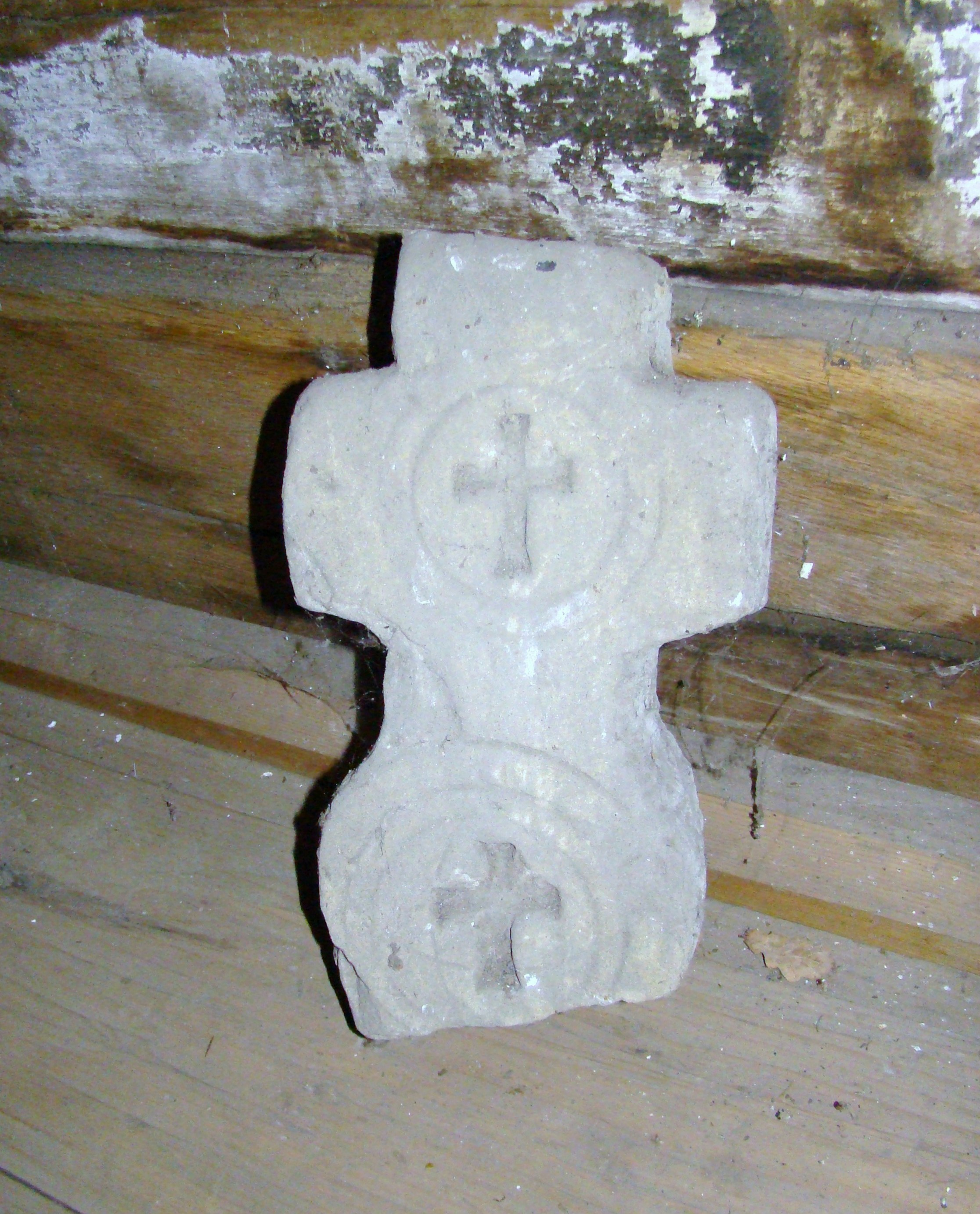
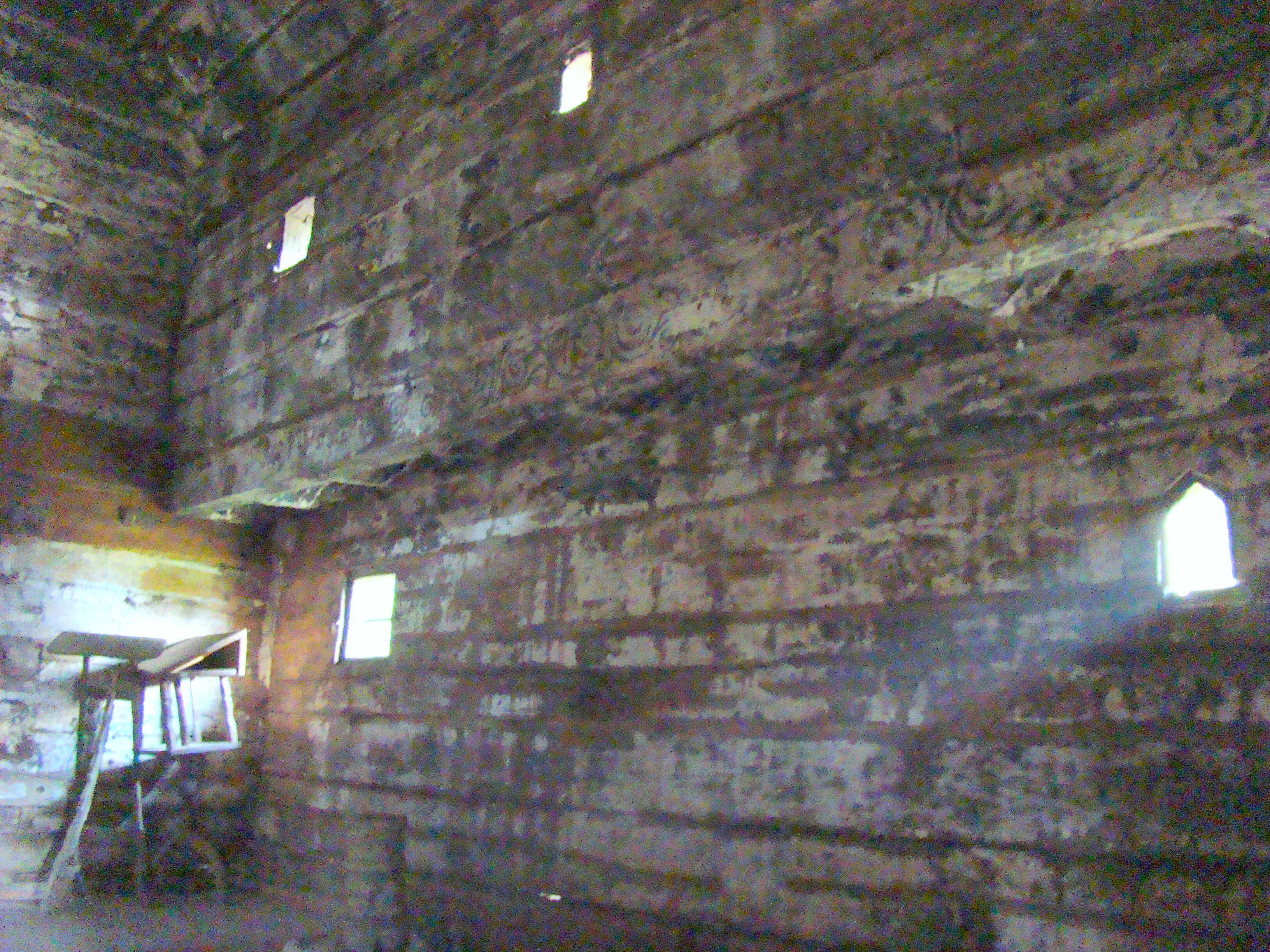
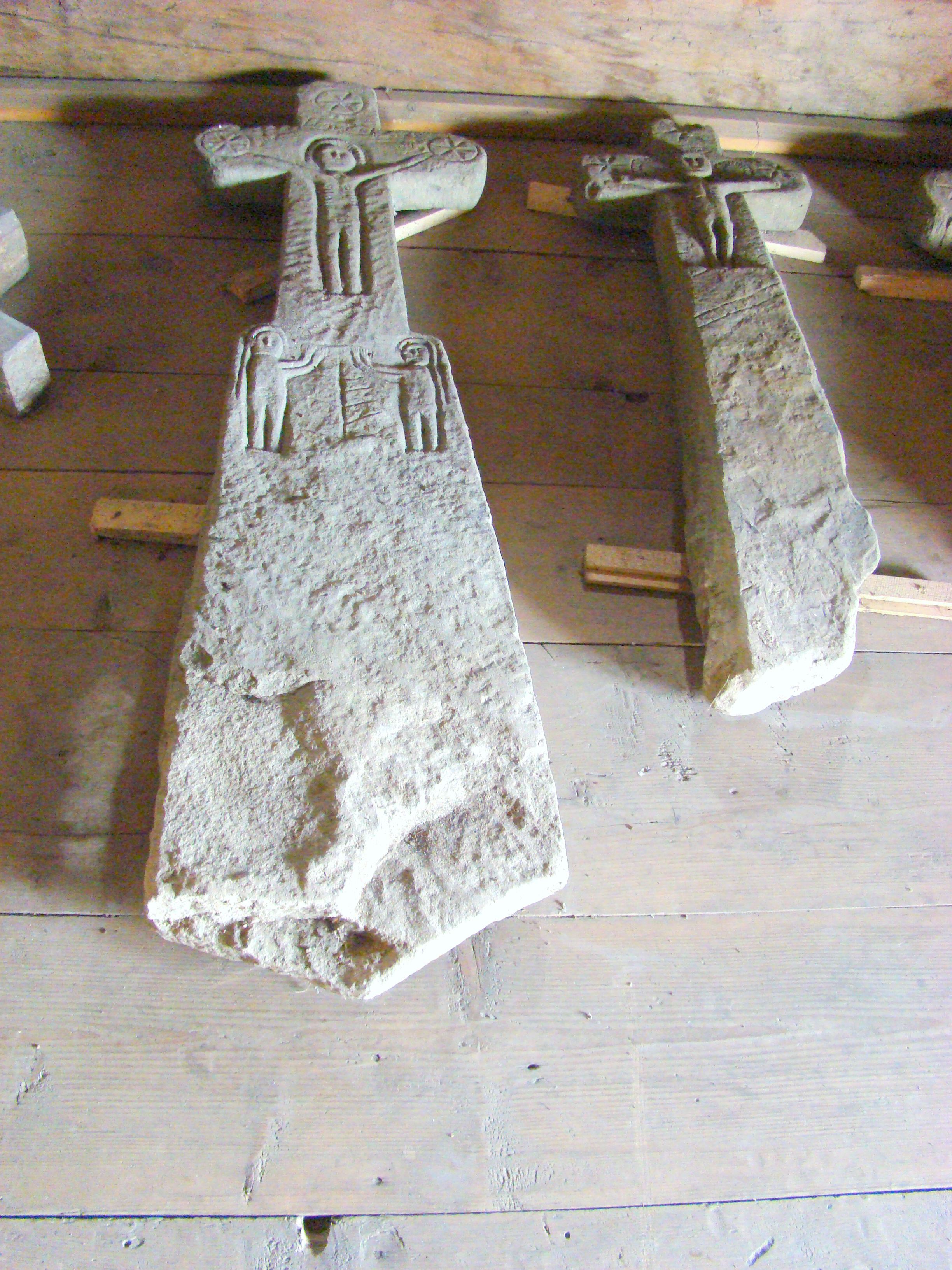
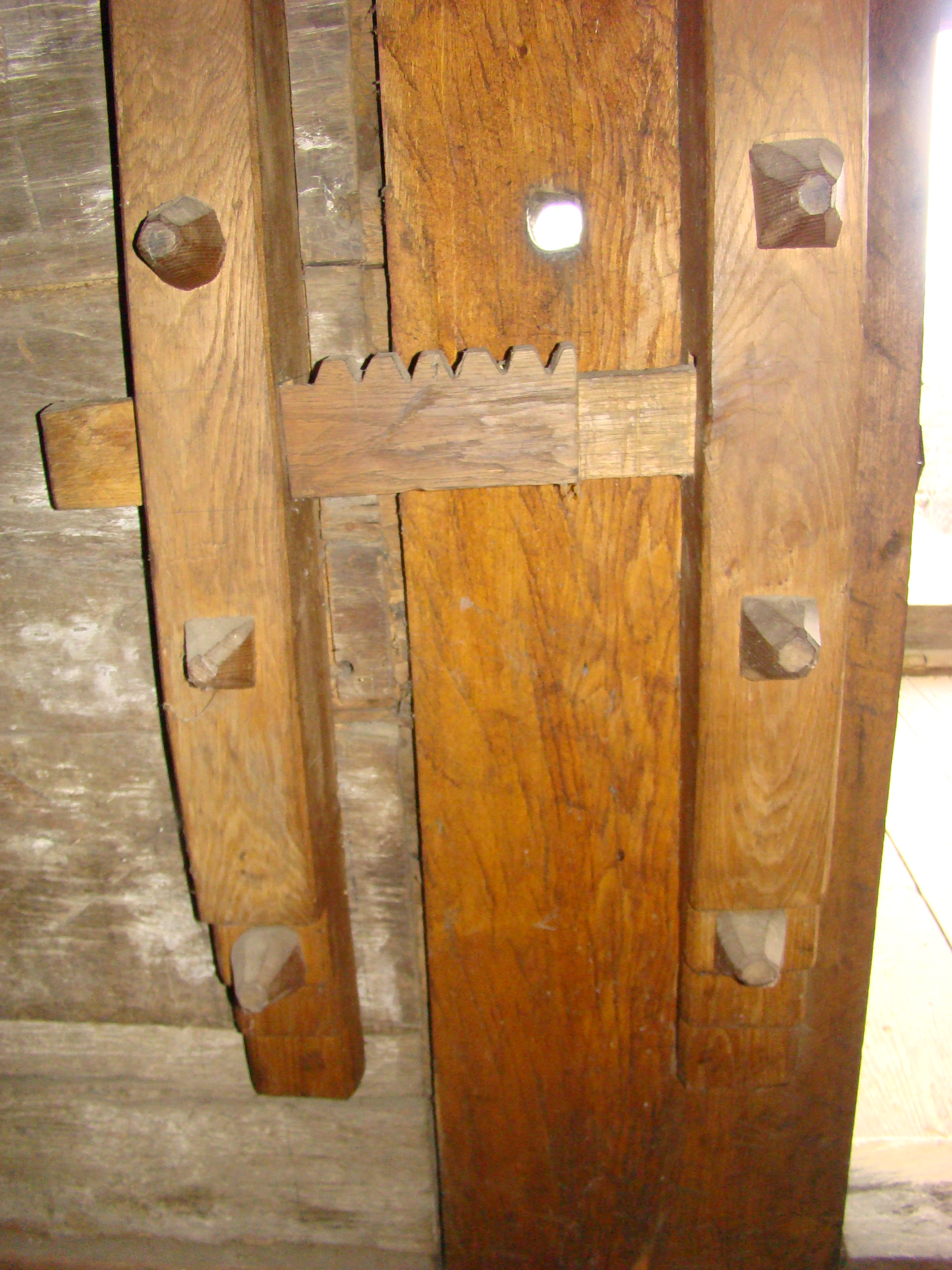
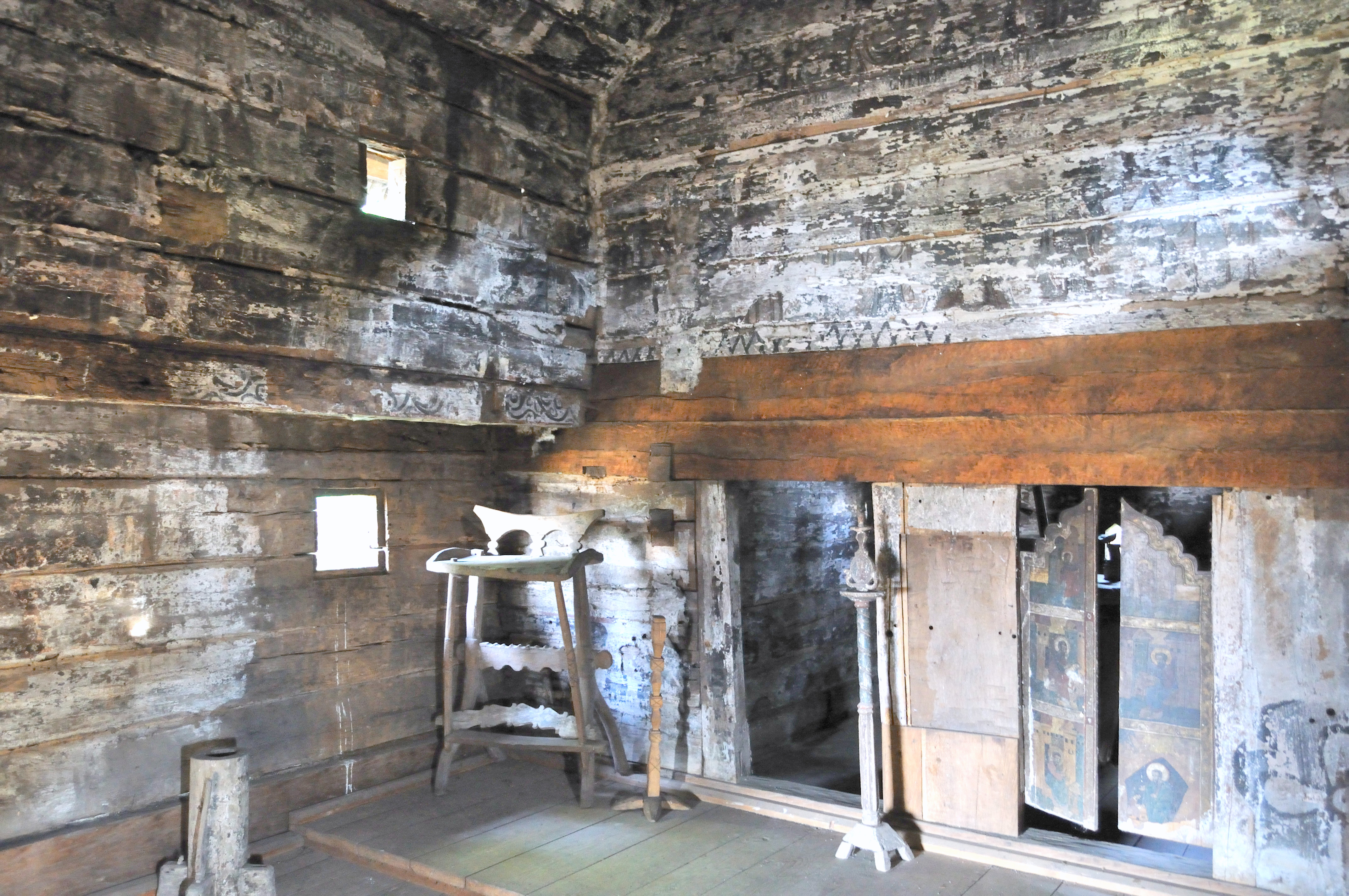
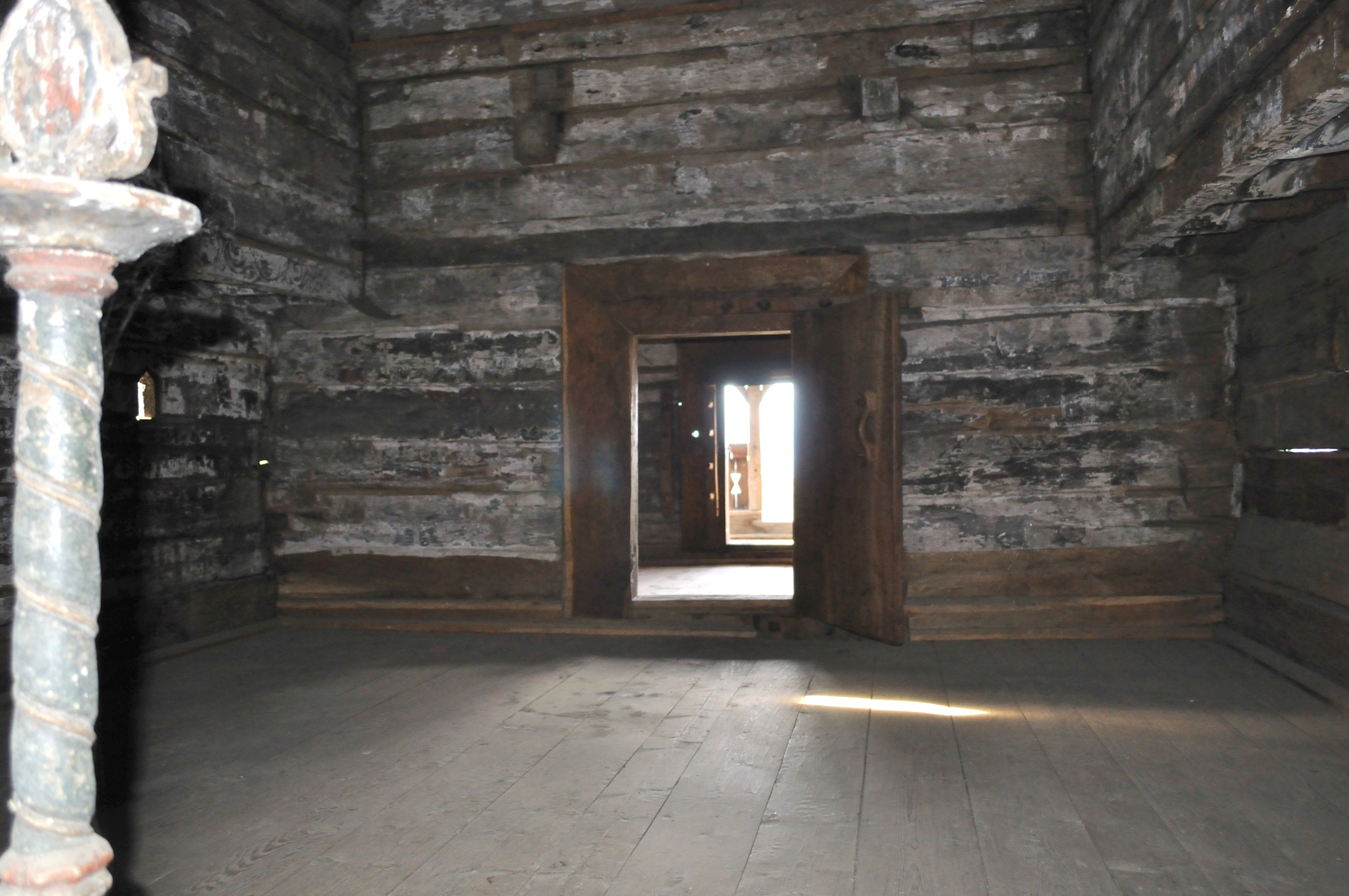
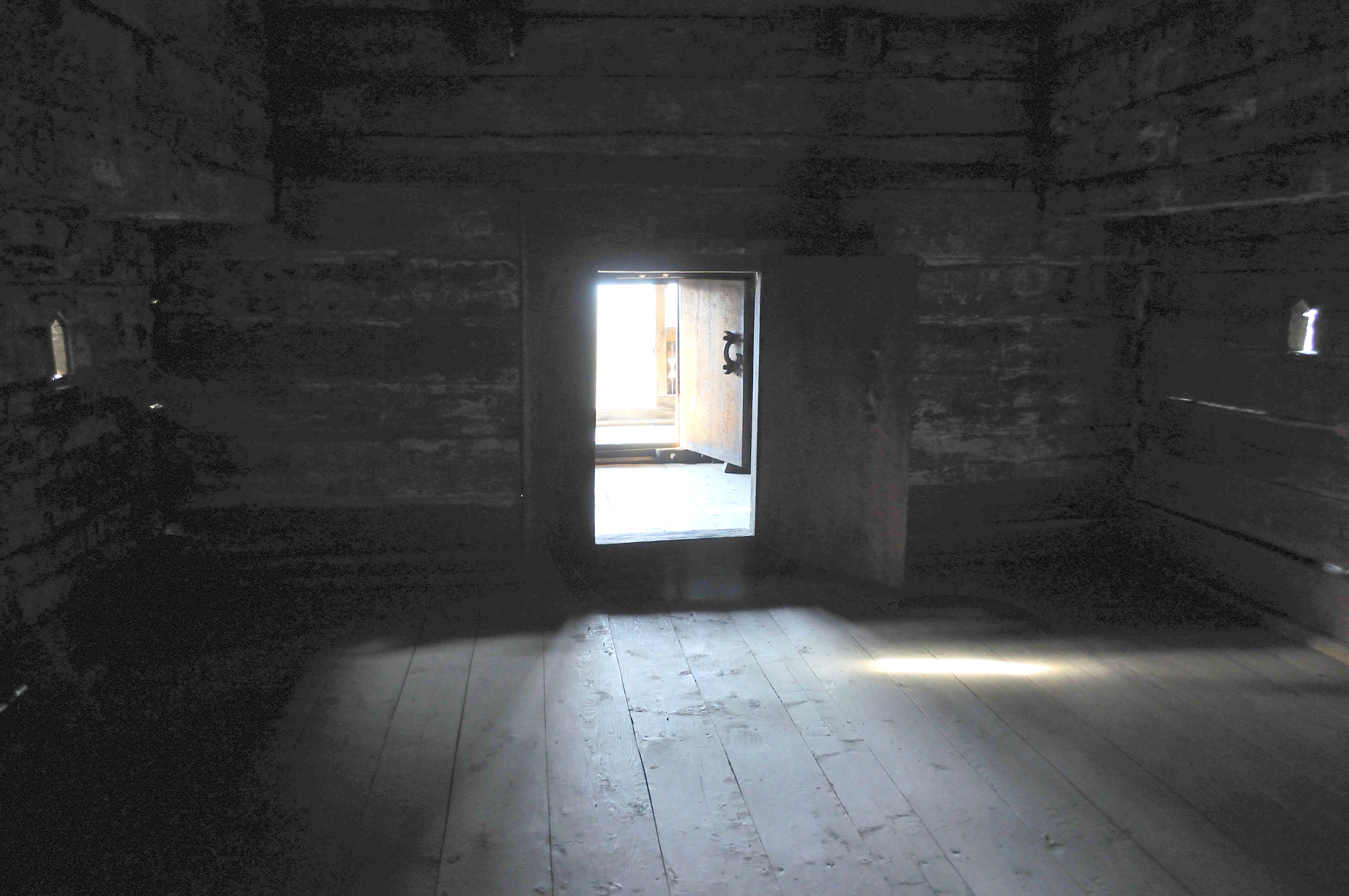

## Imagini din exterior

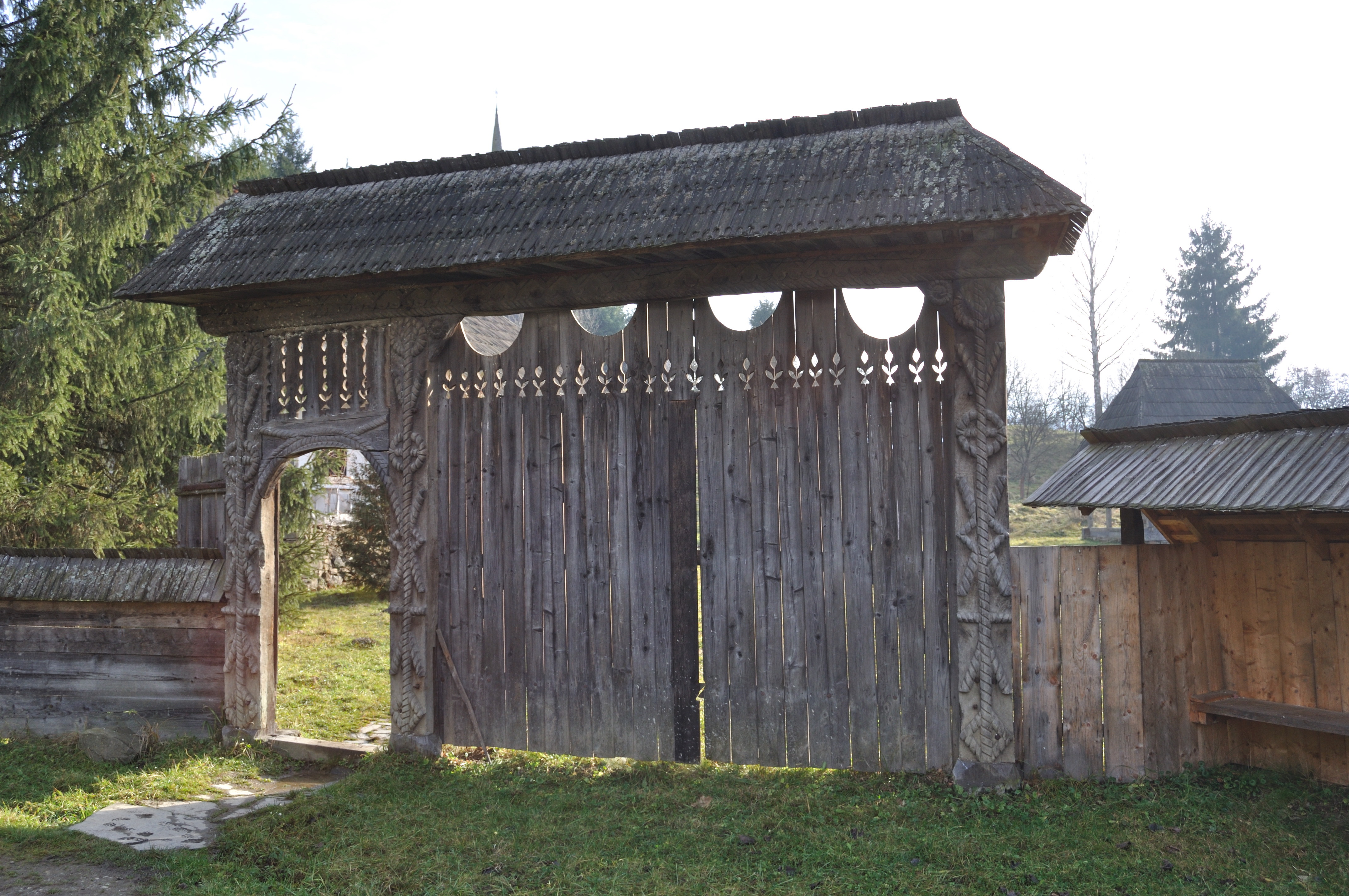
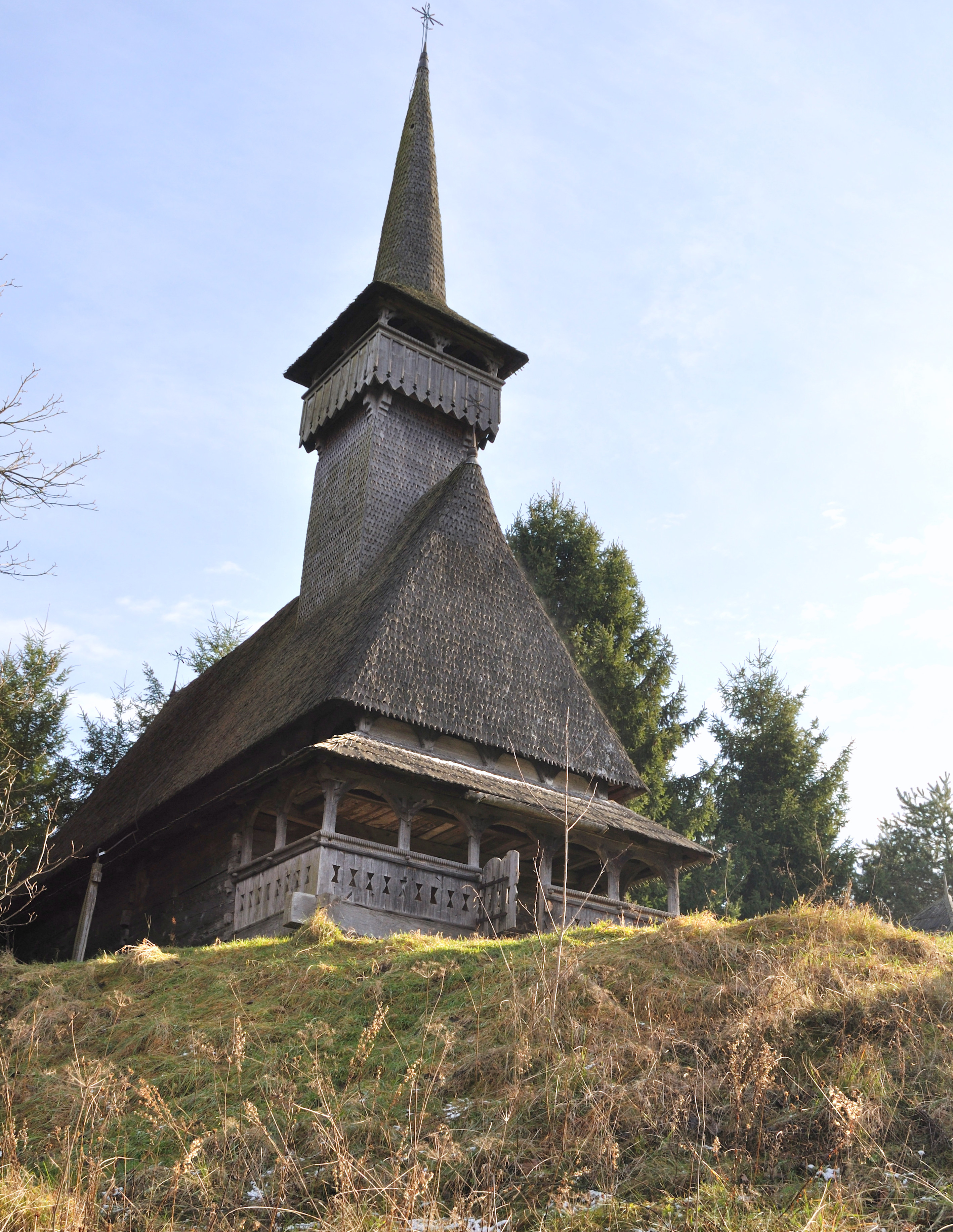
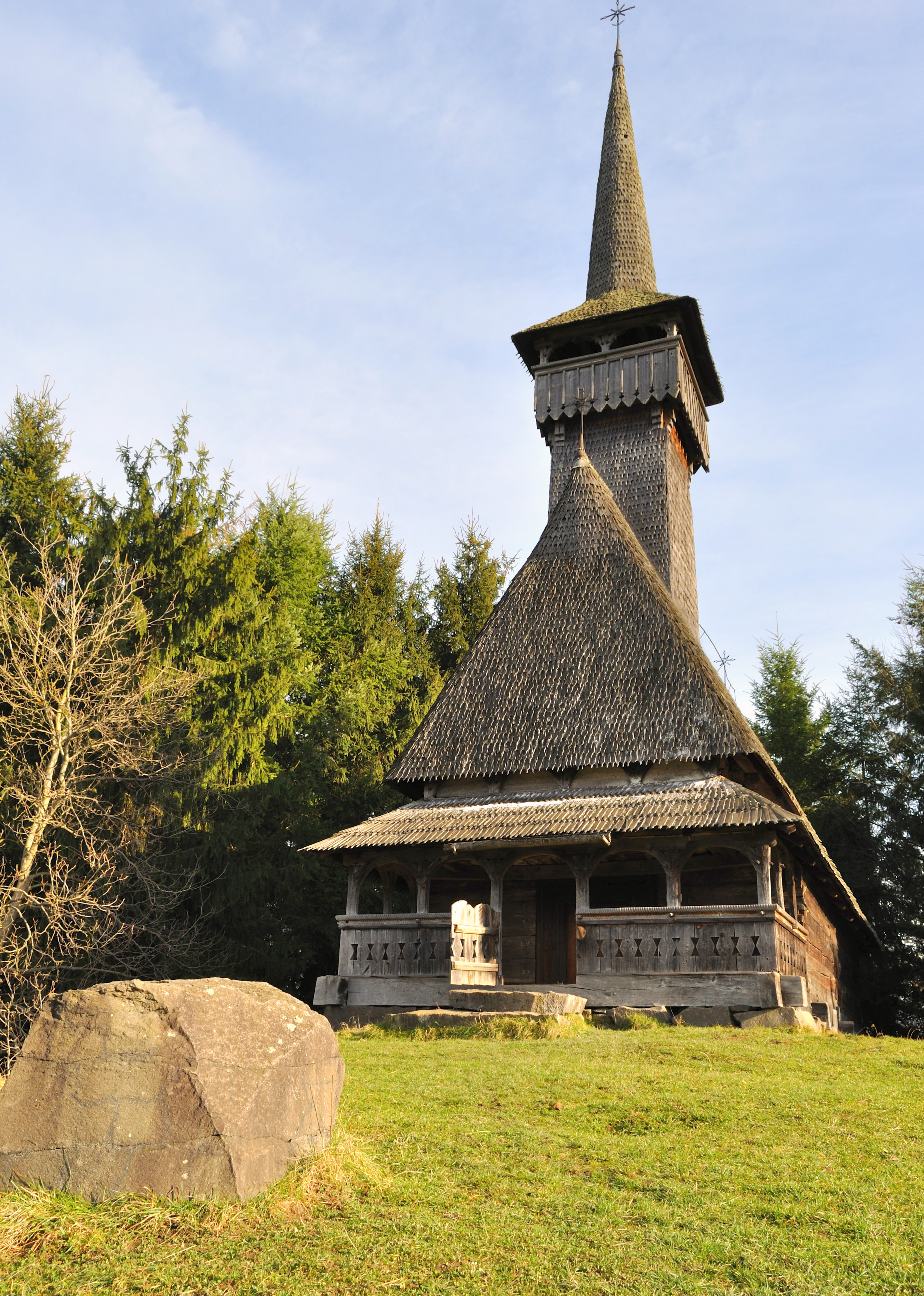
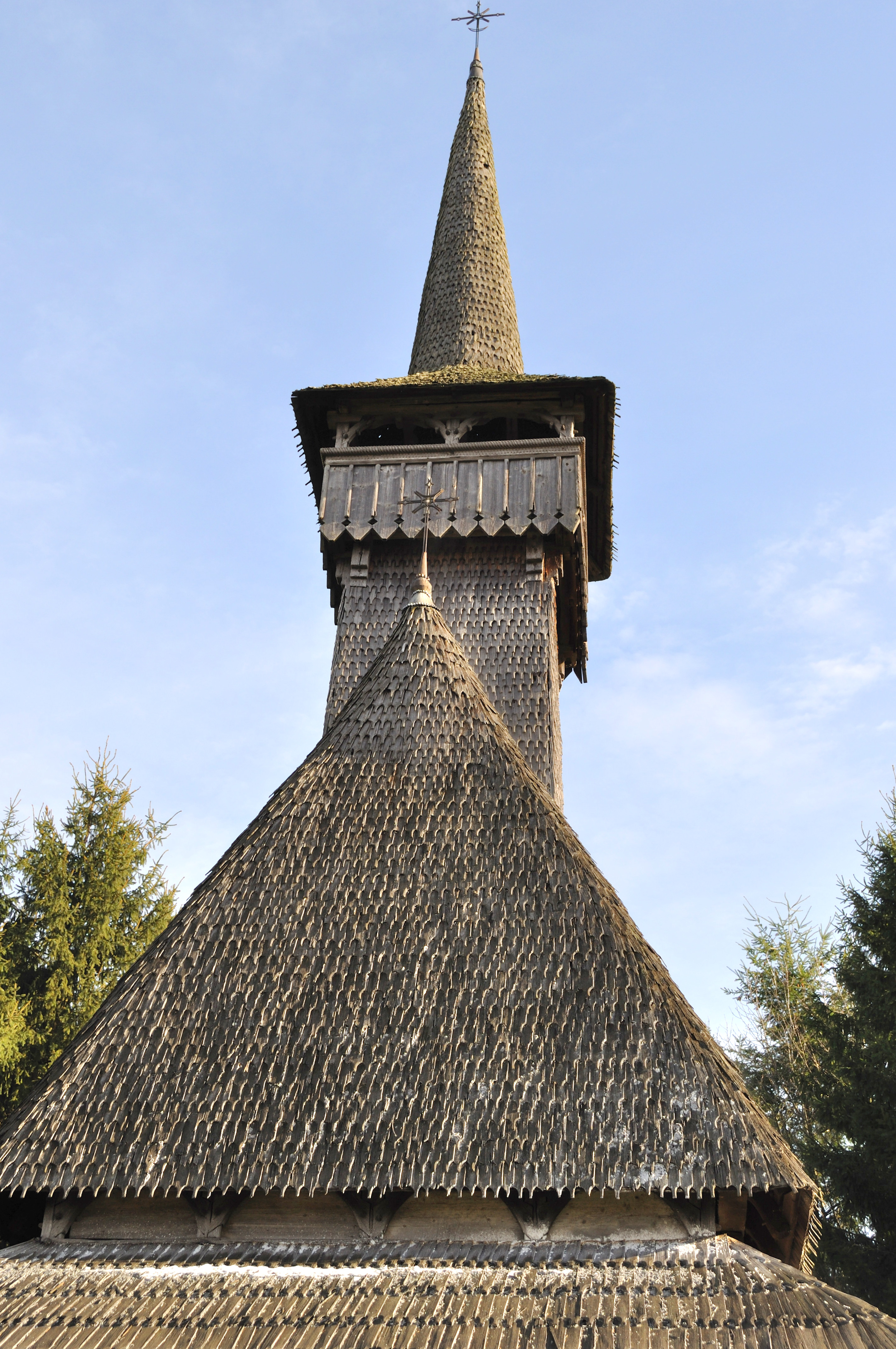
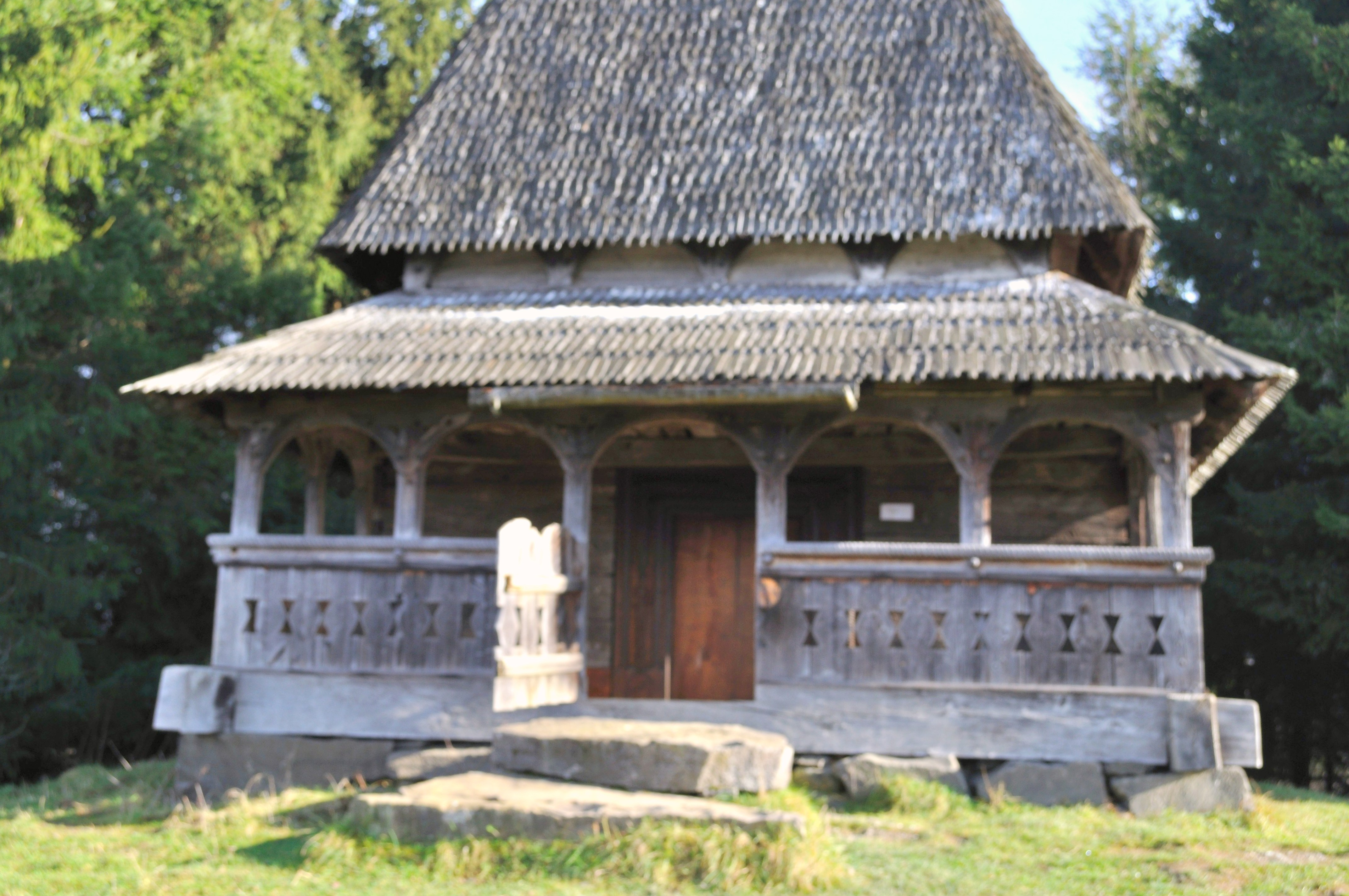
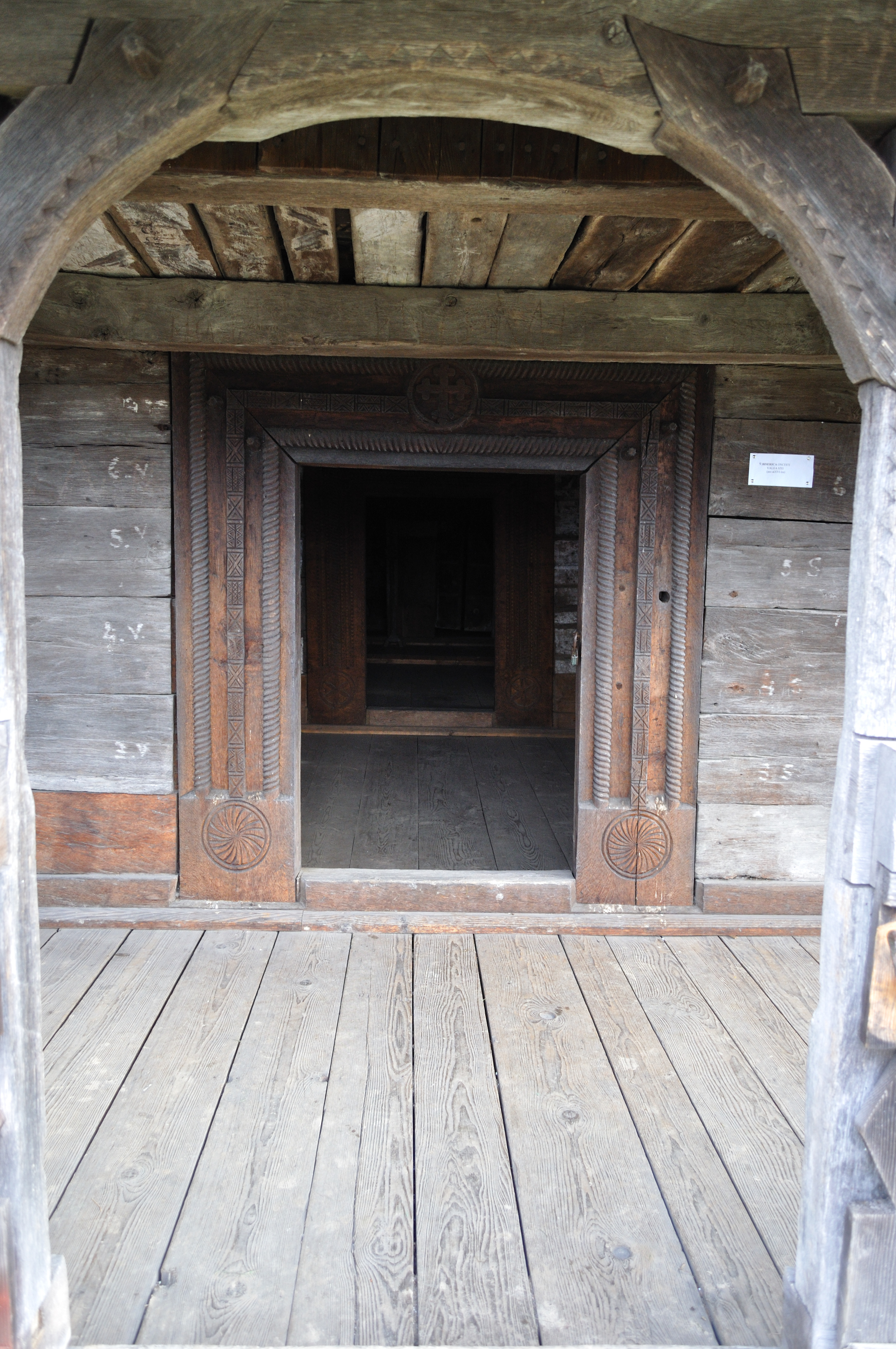
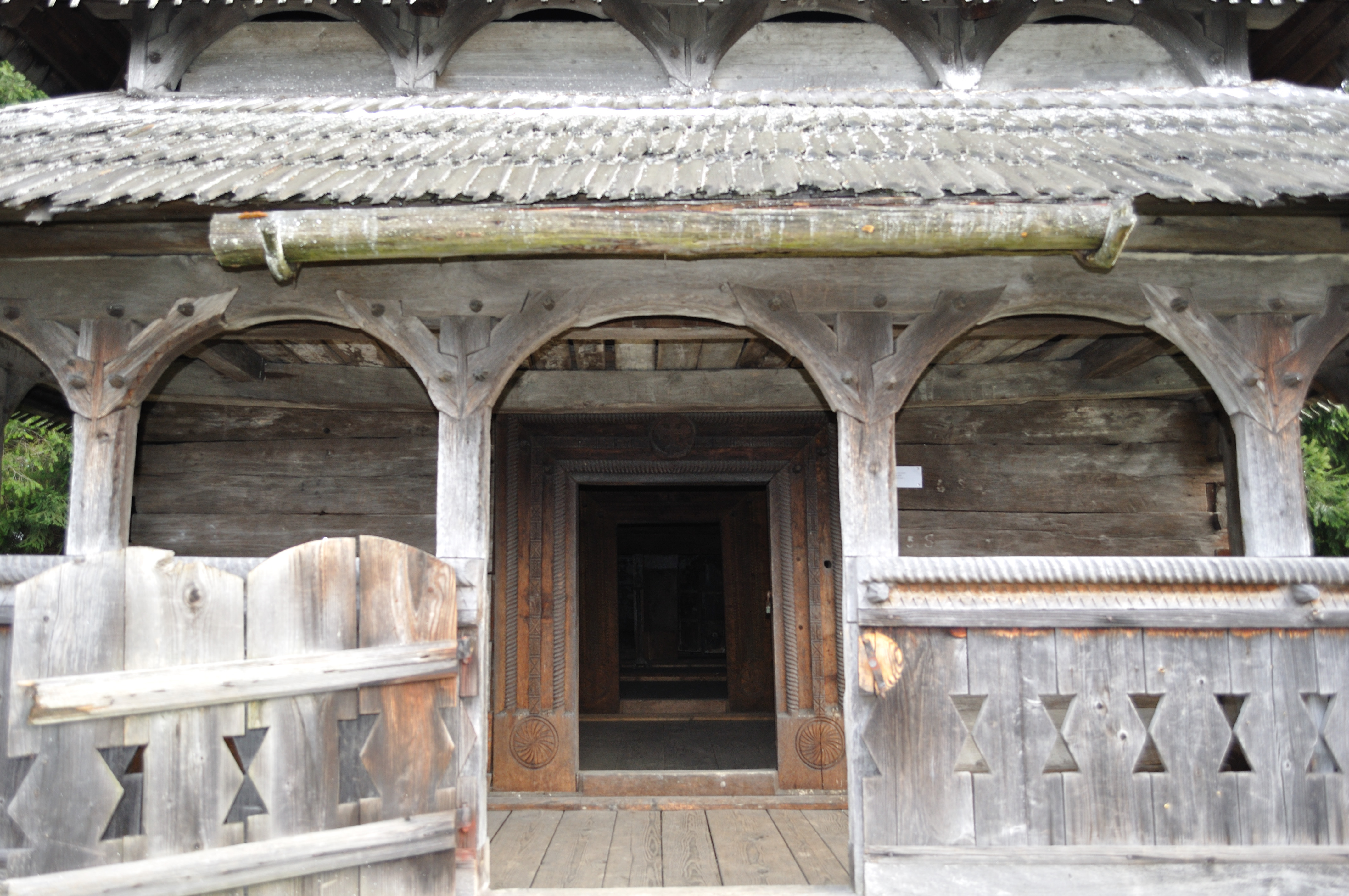
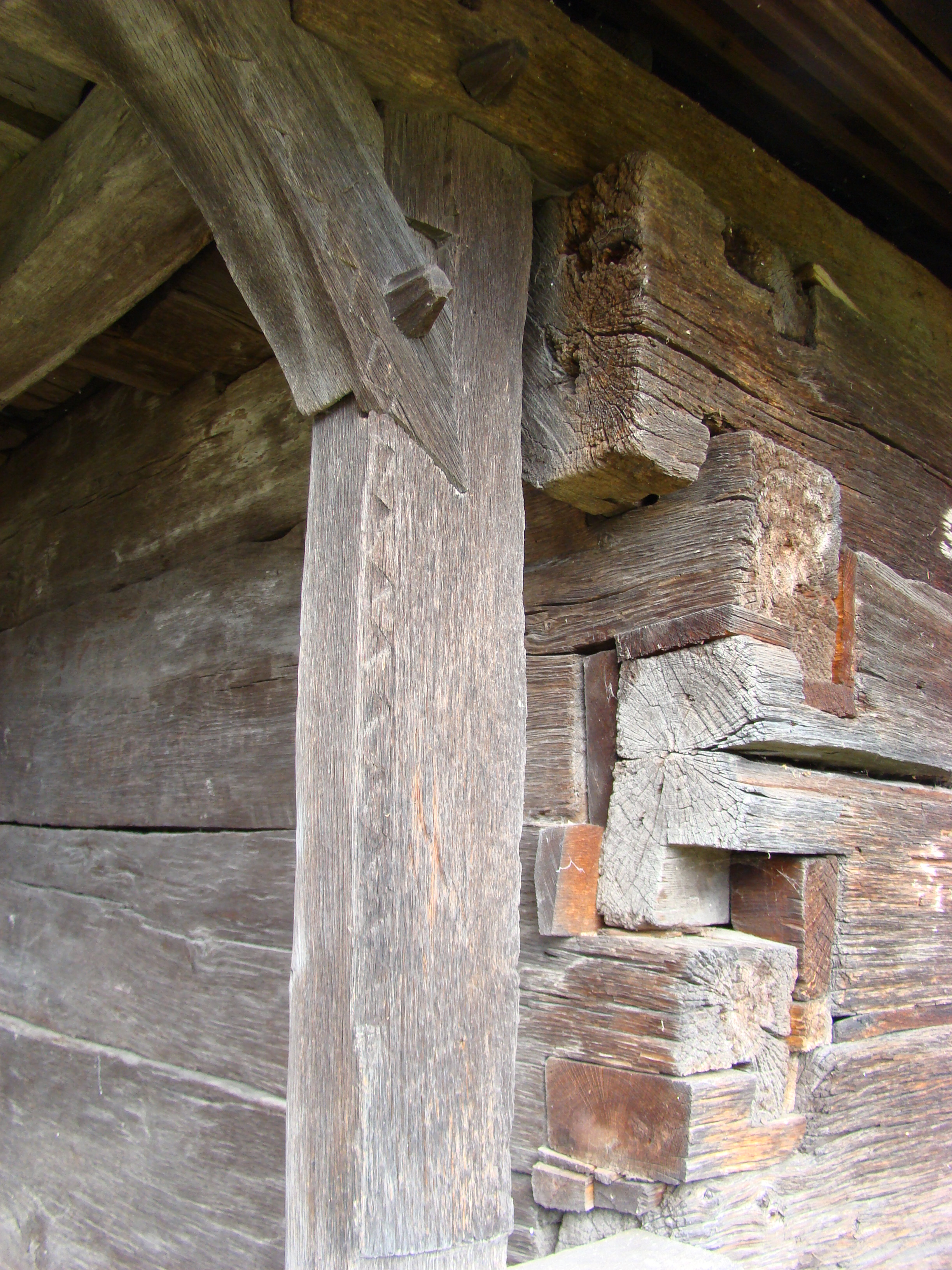
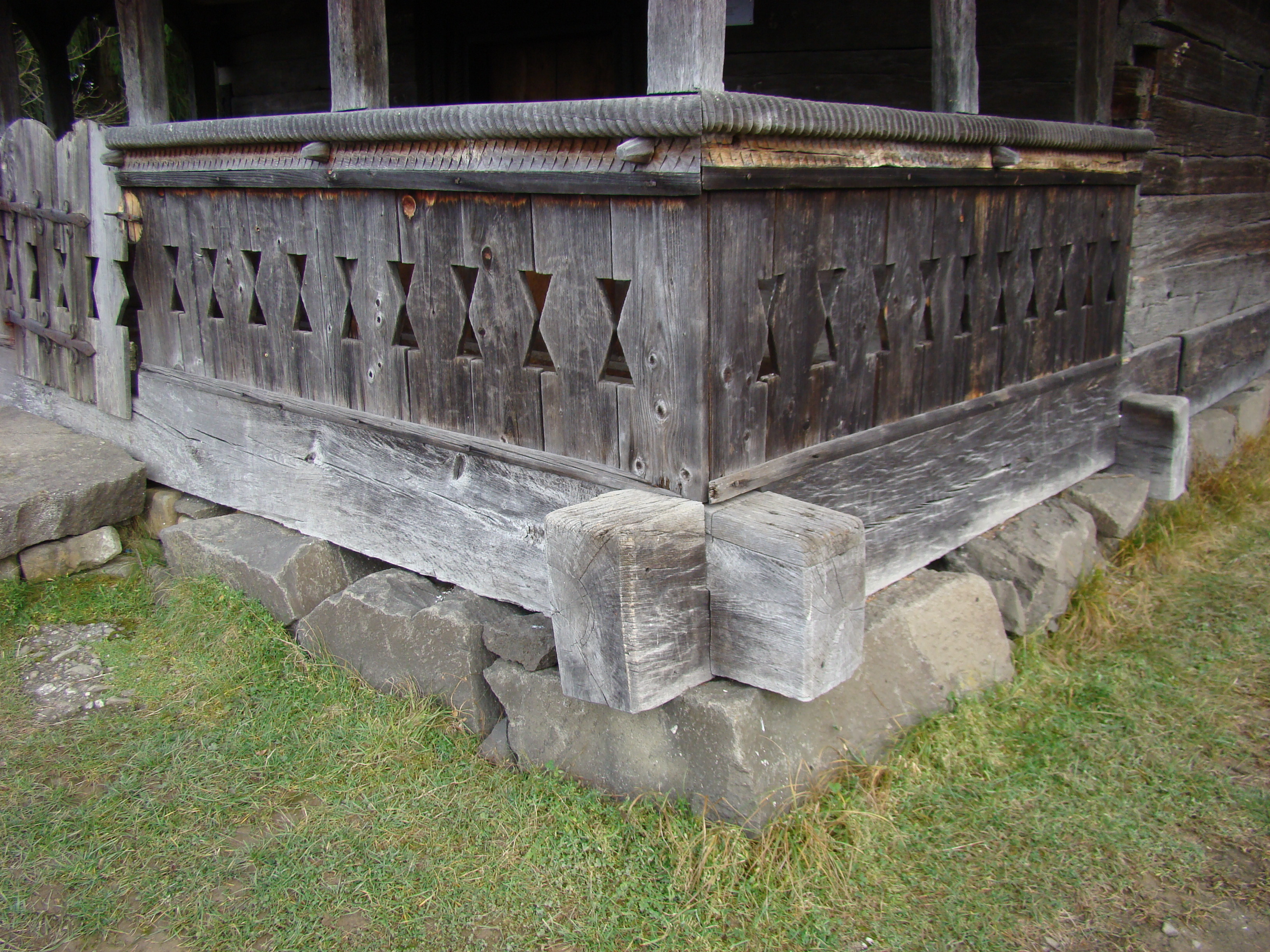
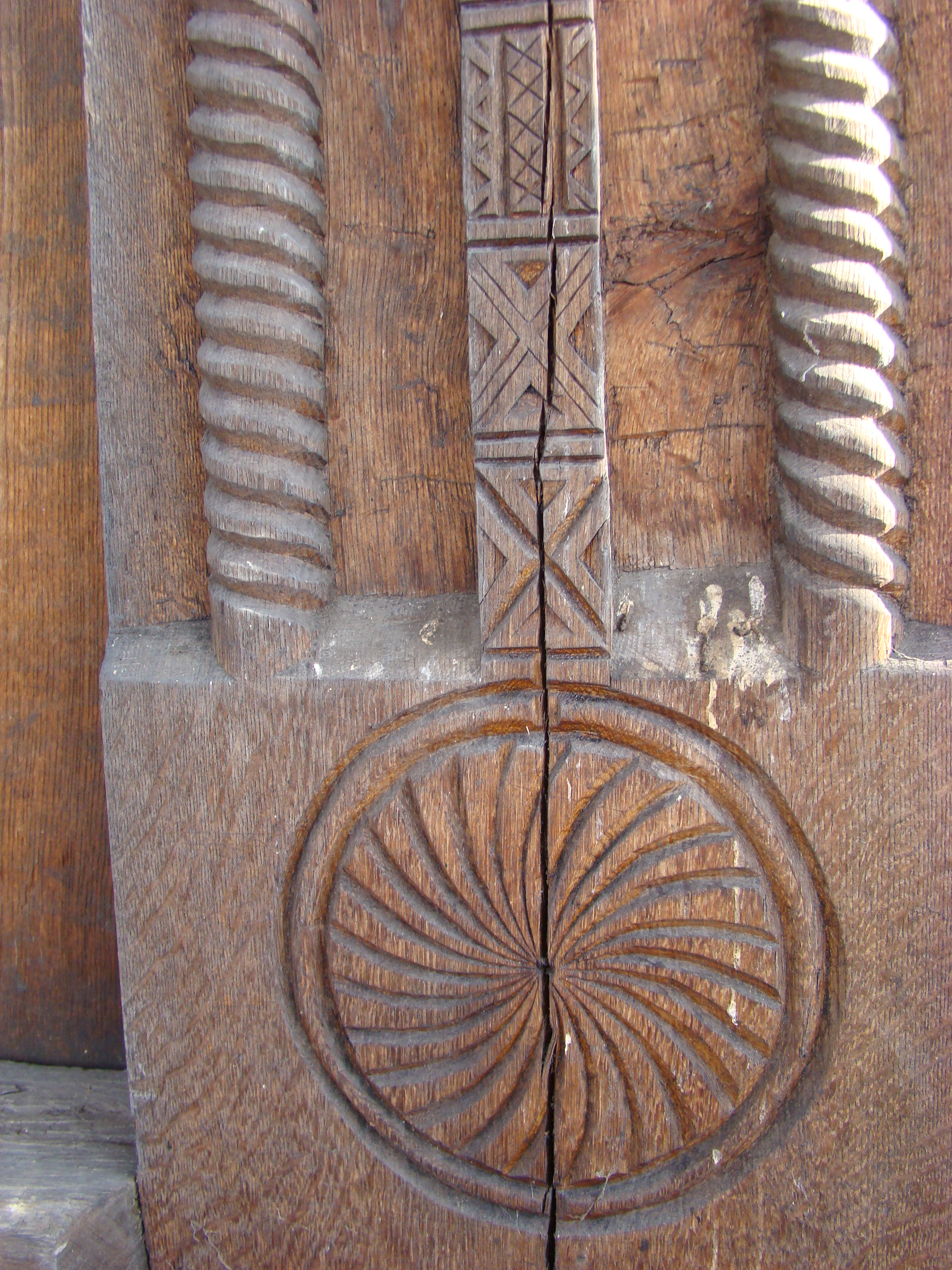
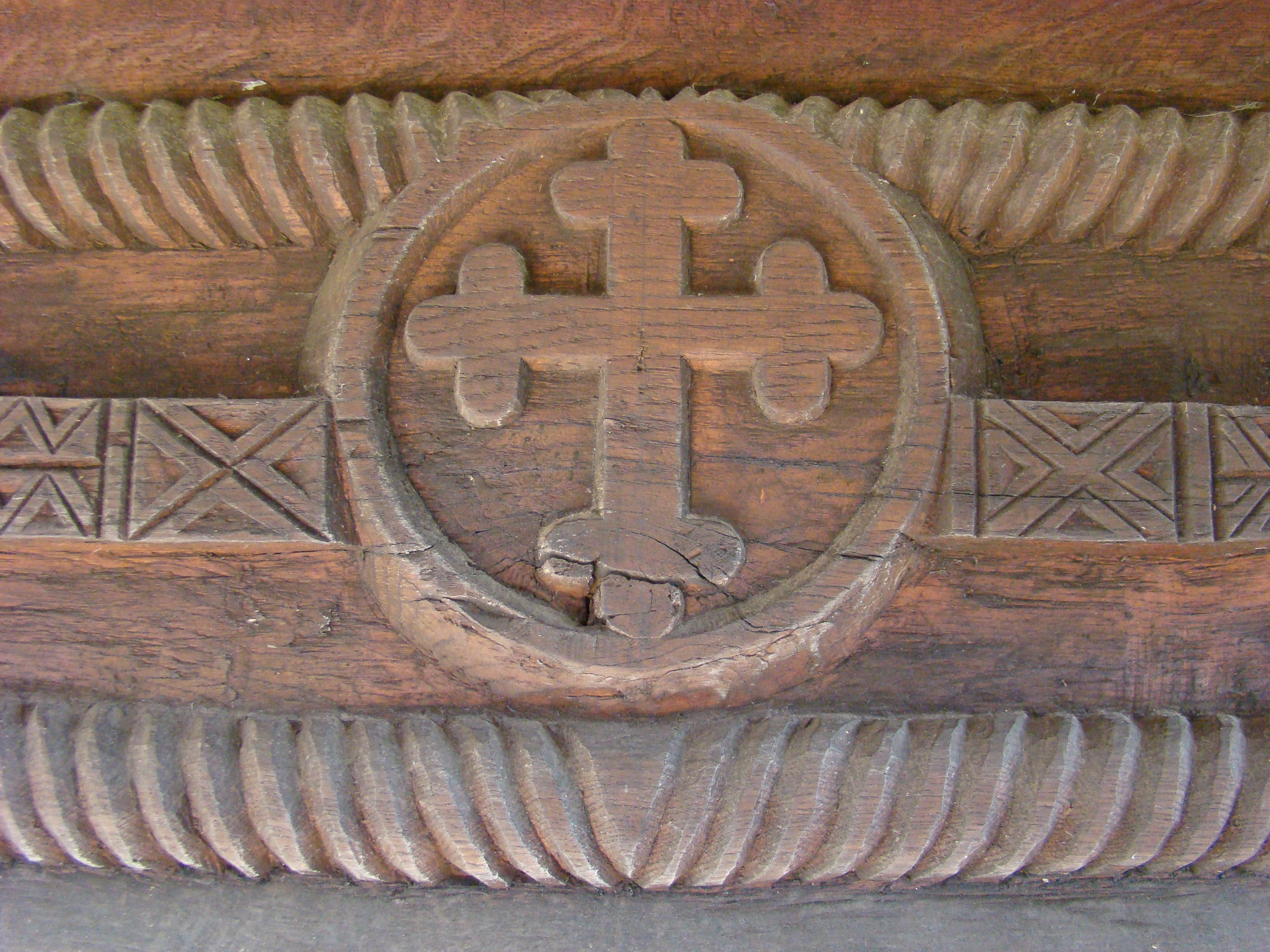
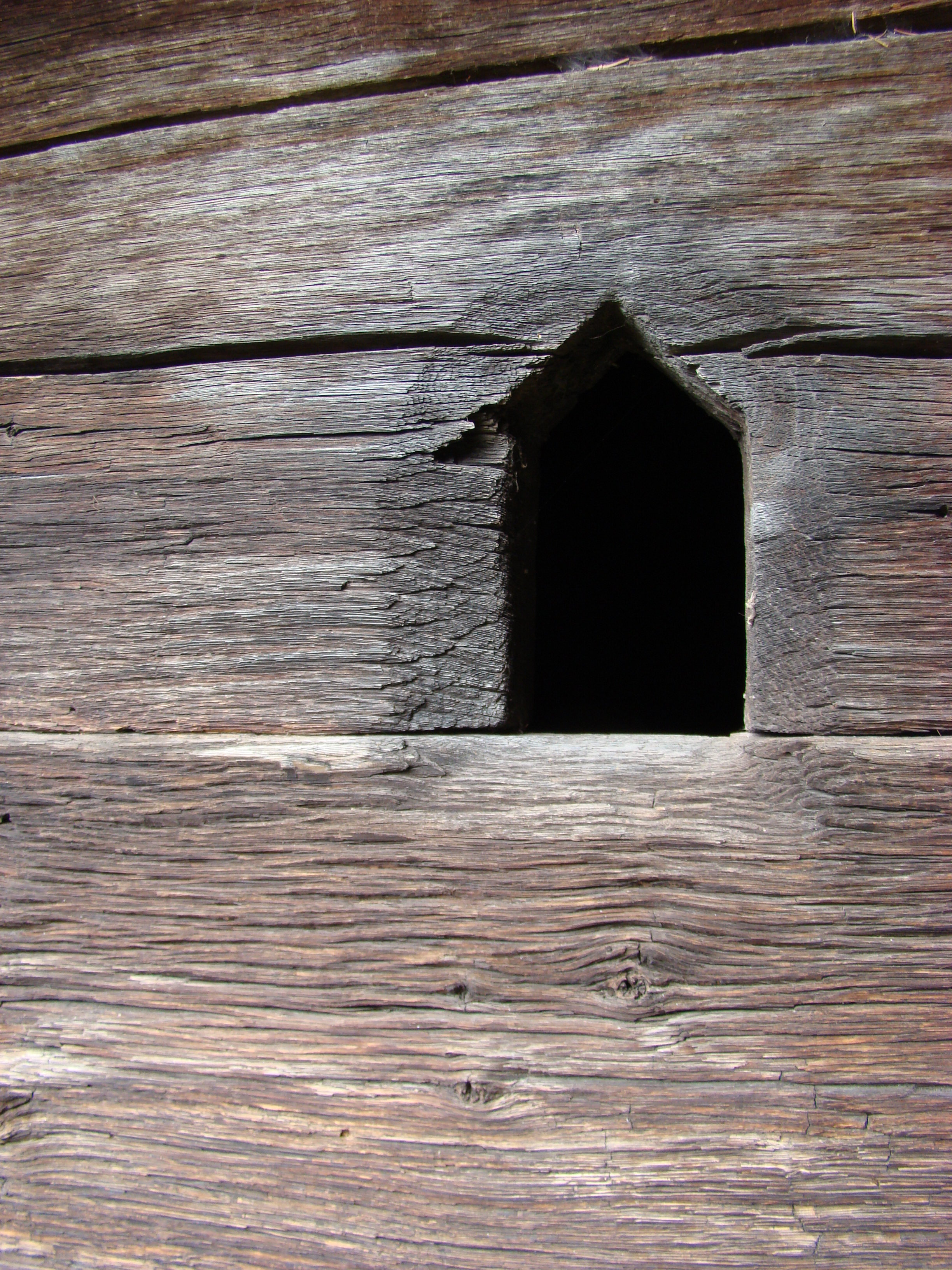
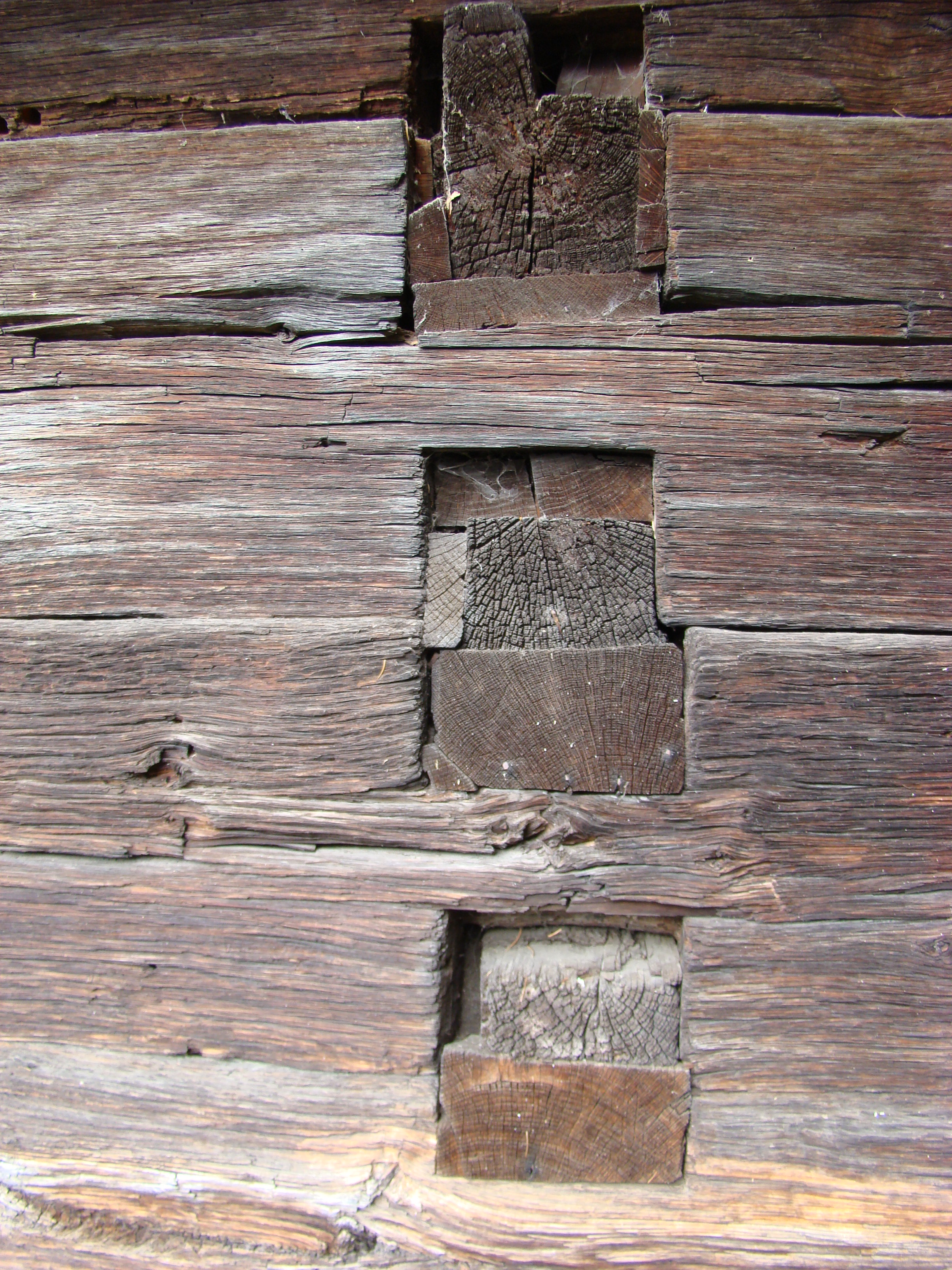
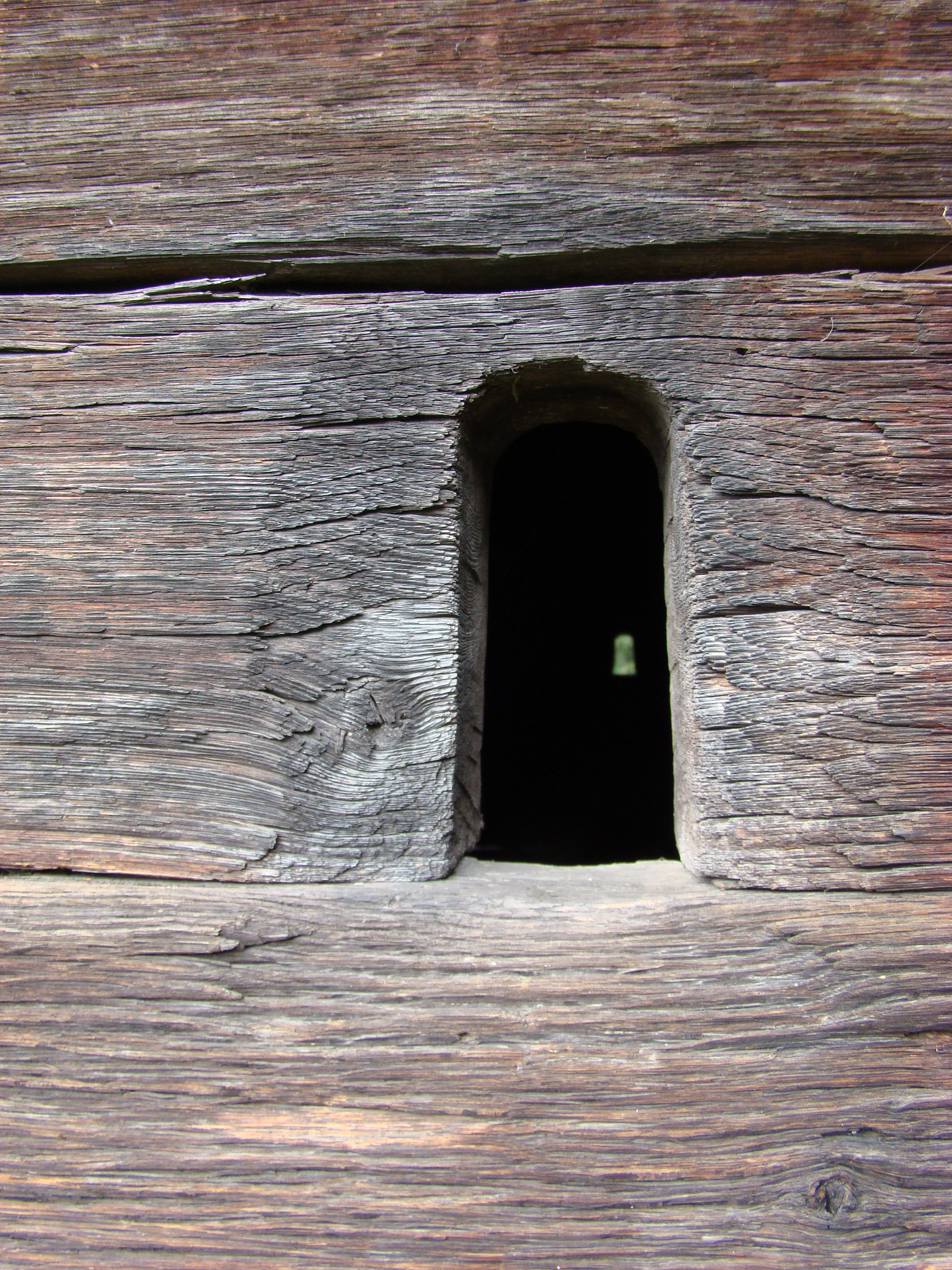
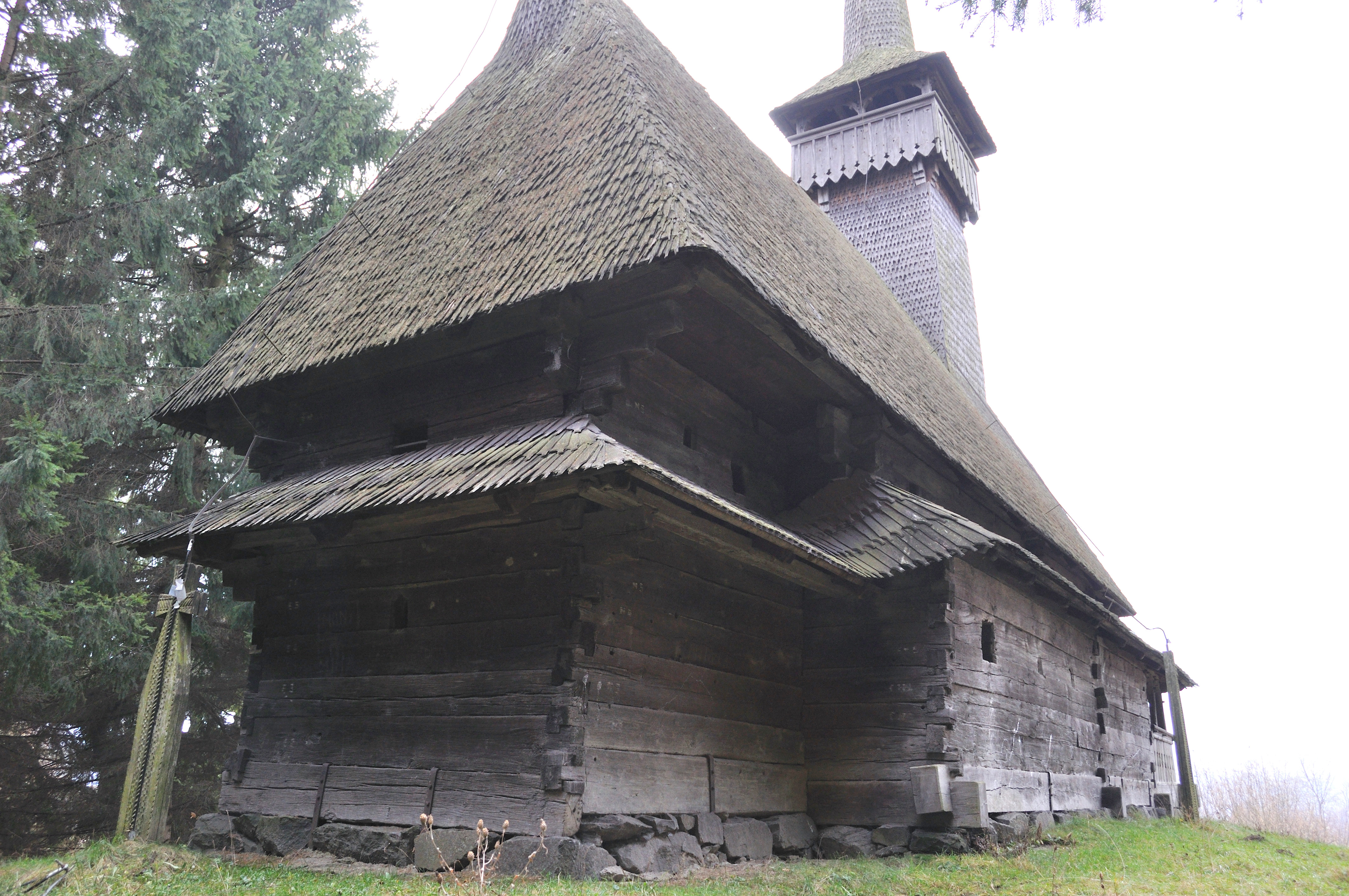
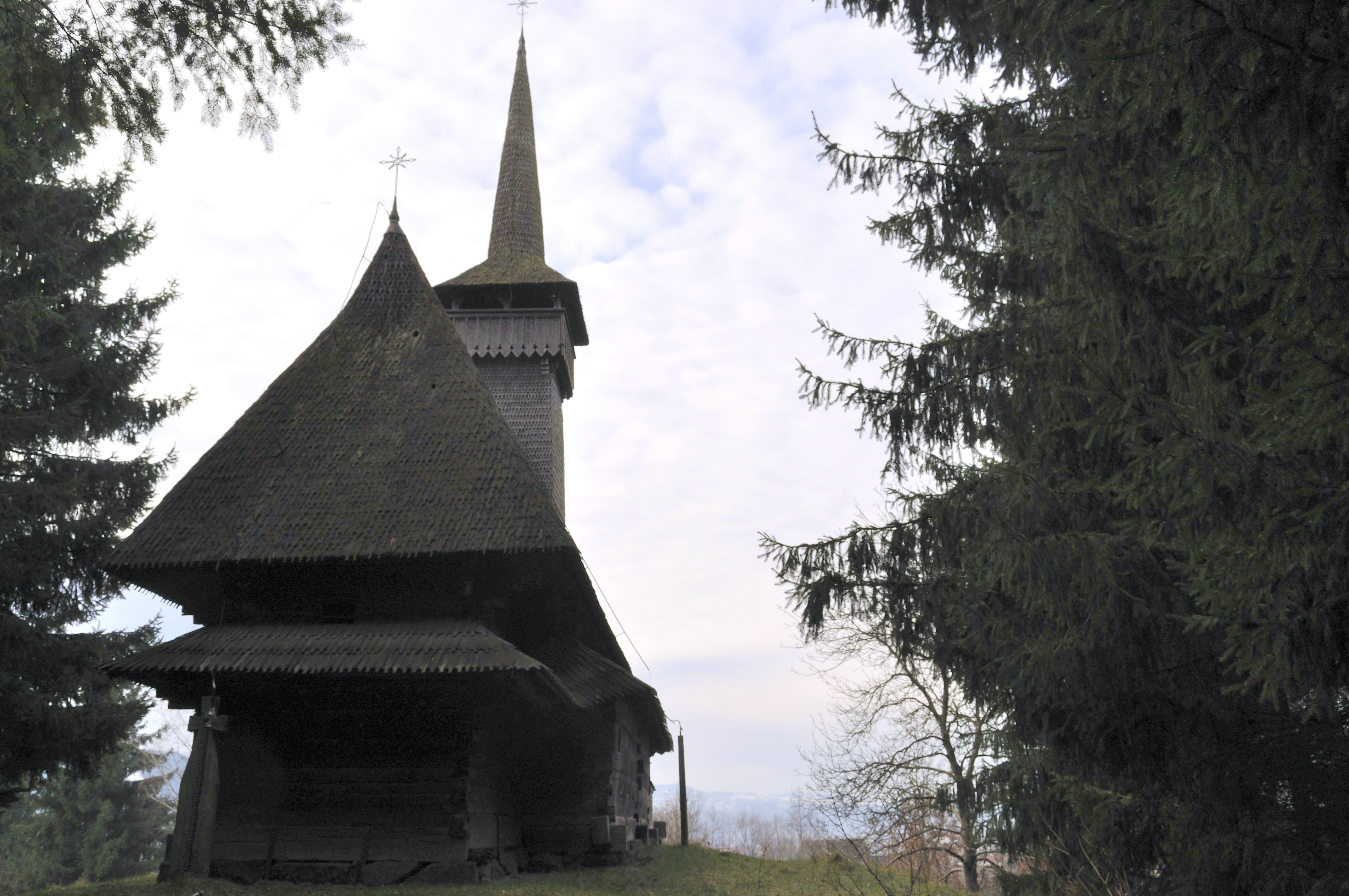
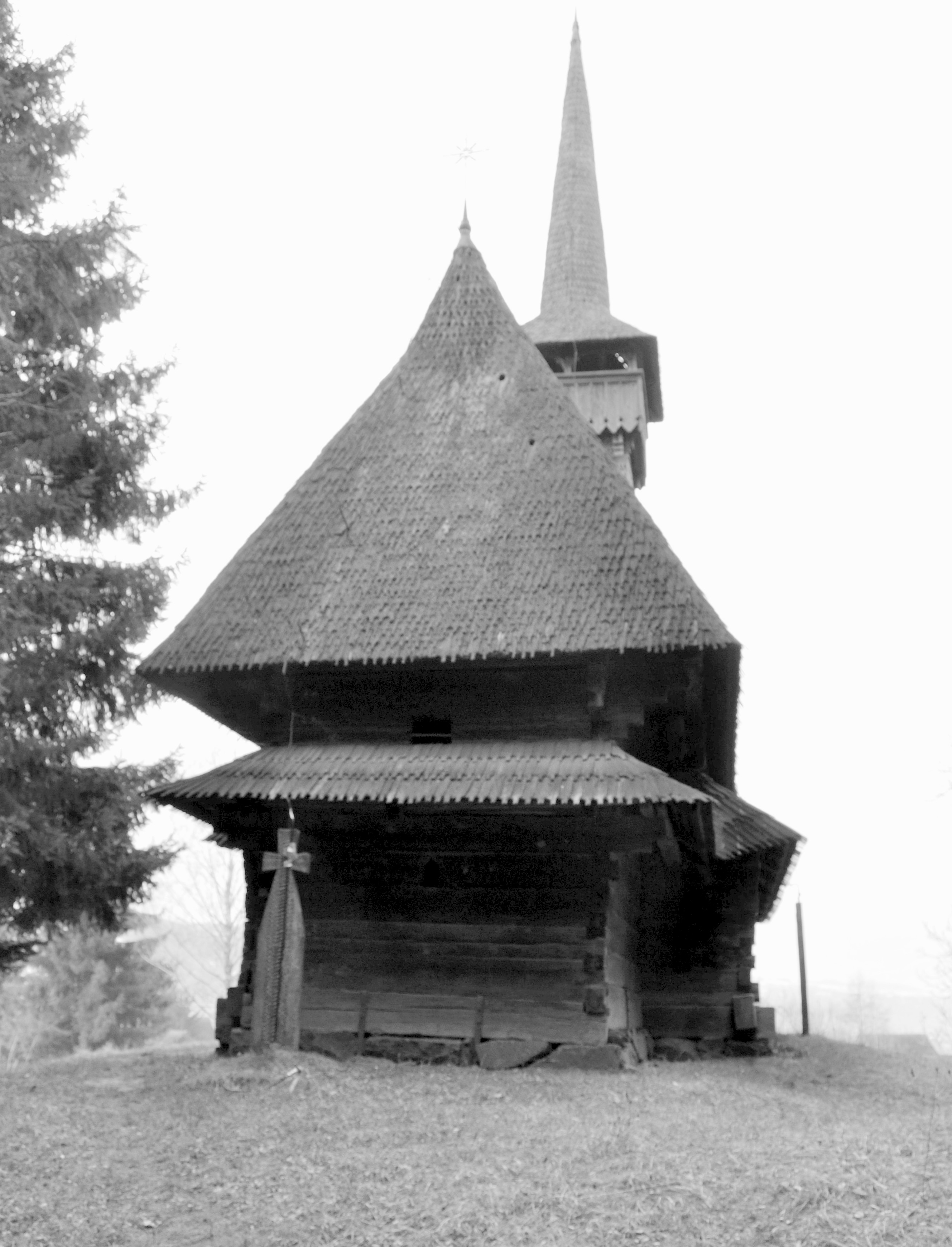
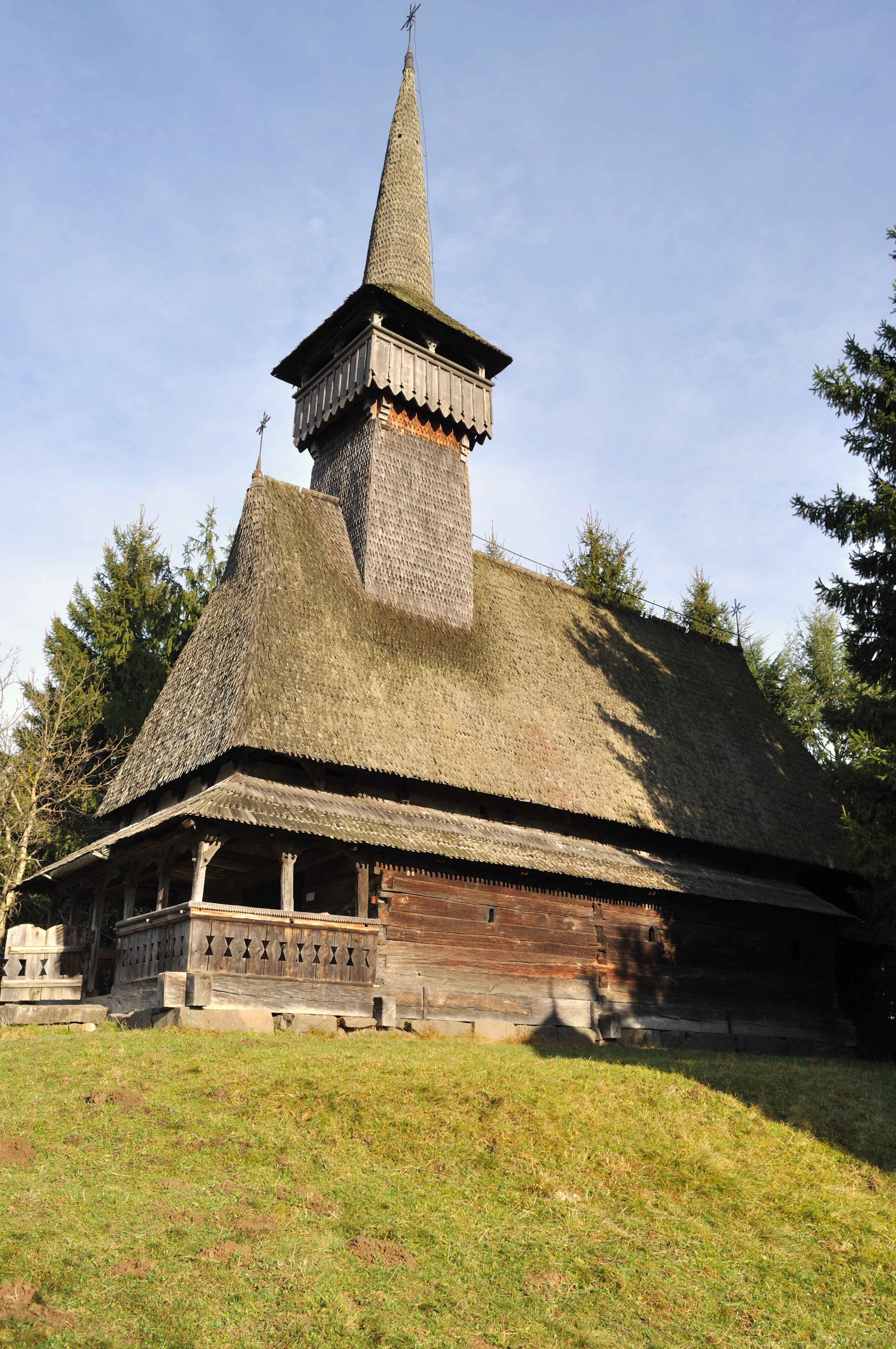
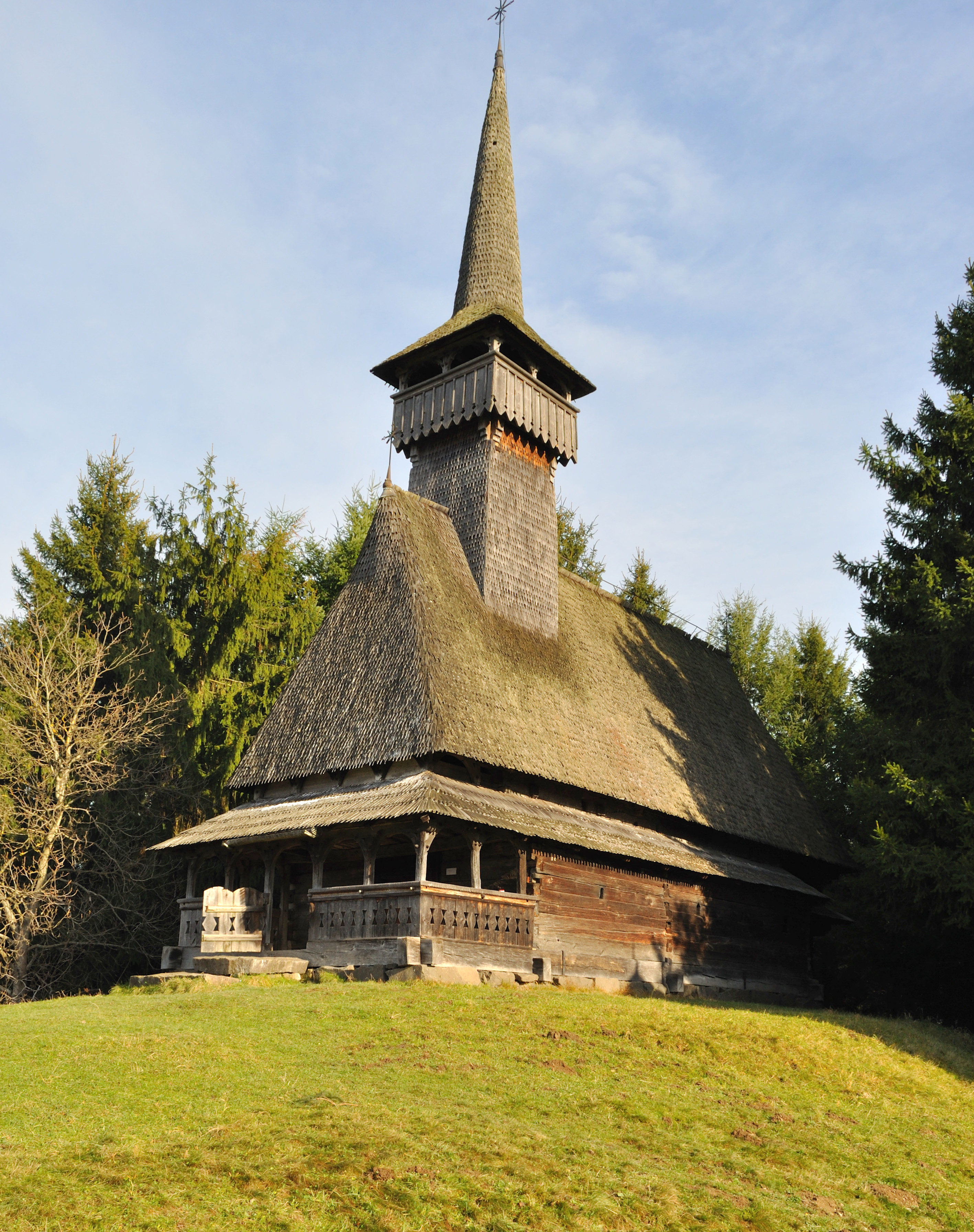
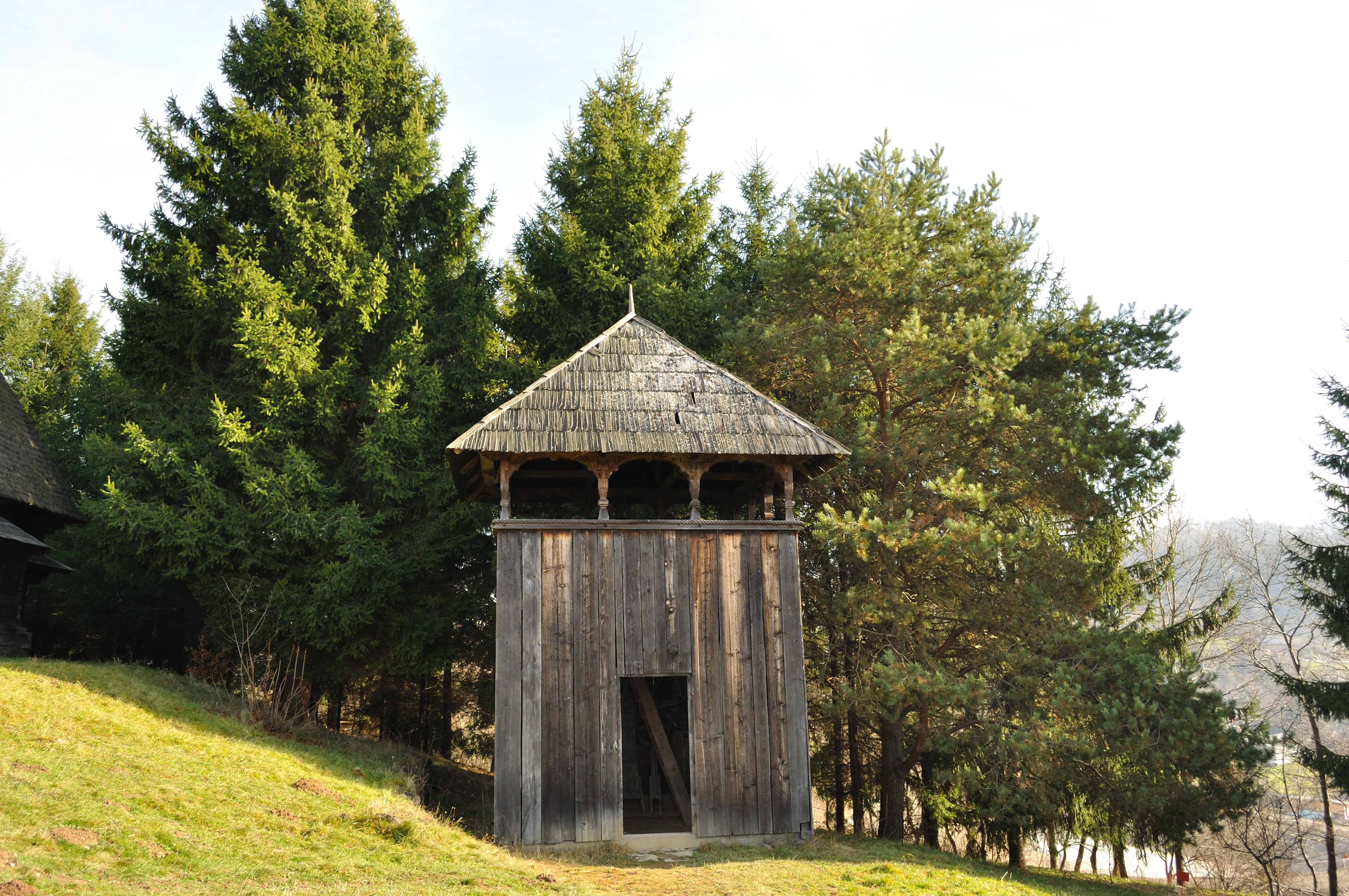
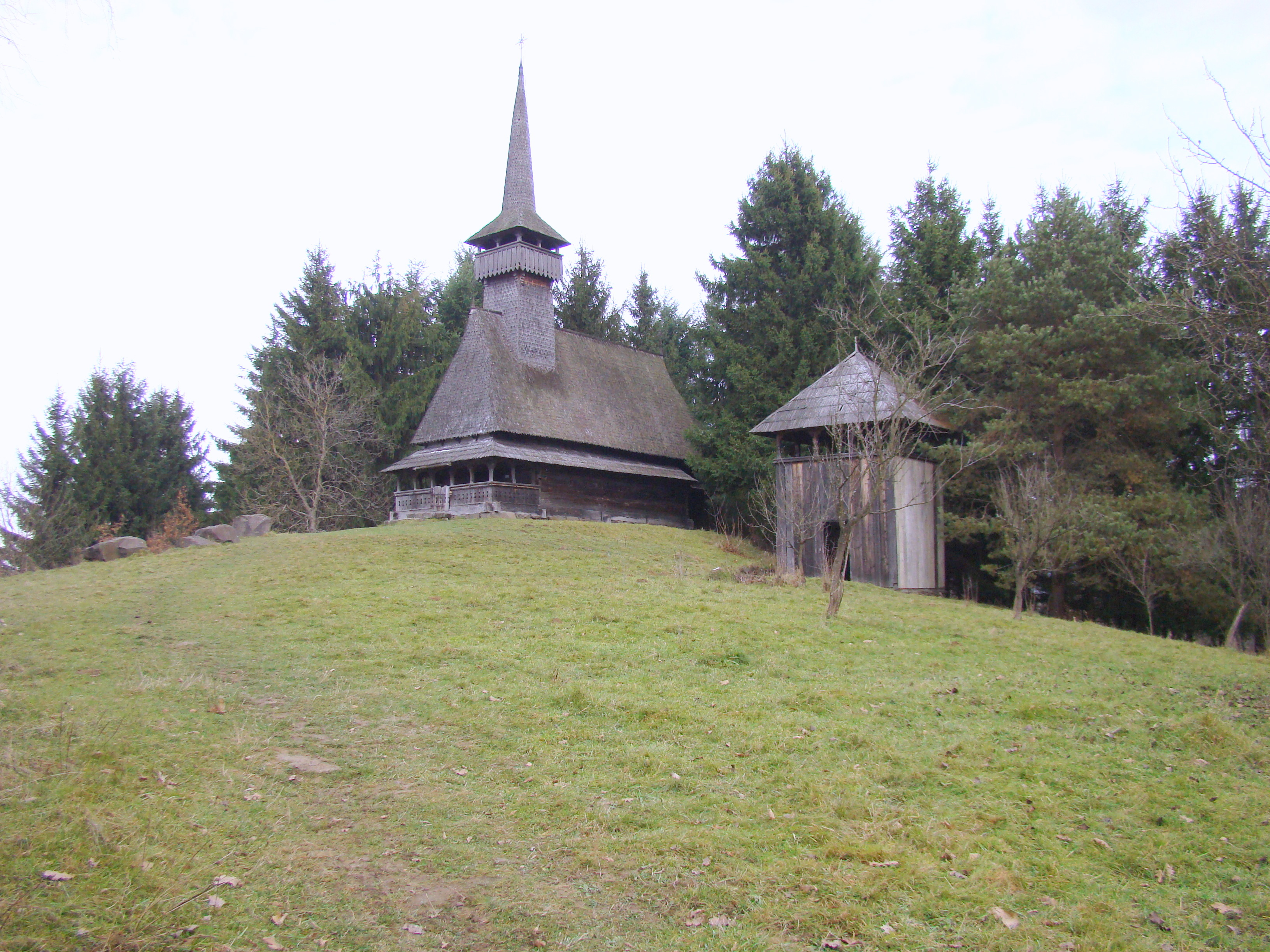
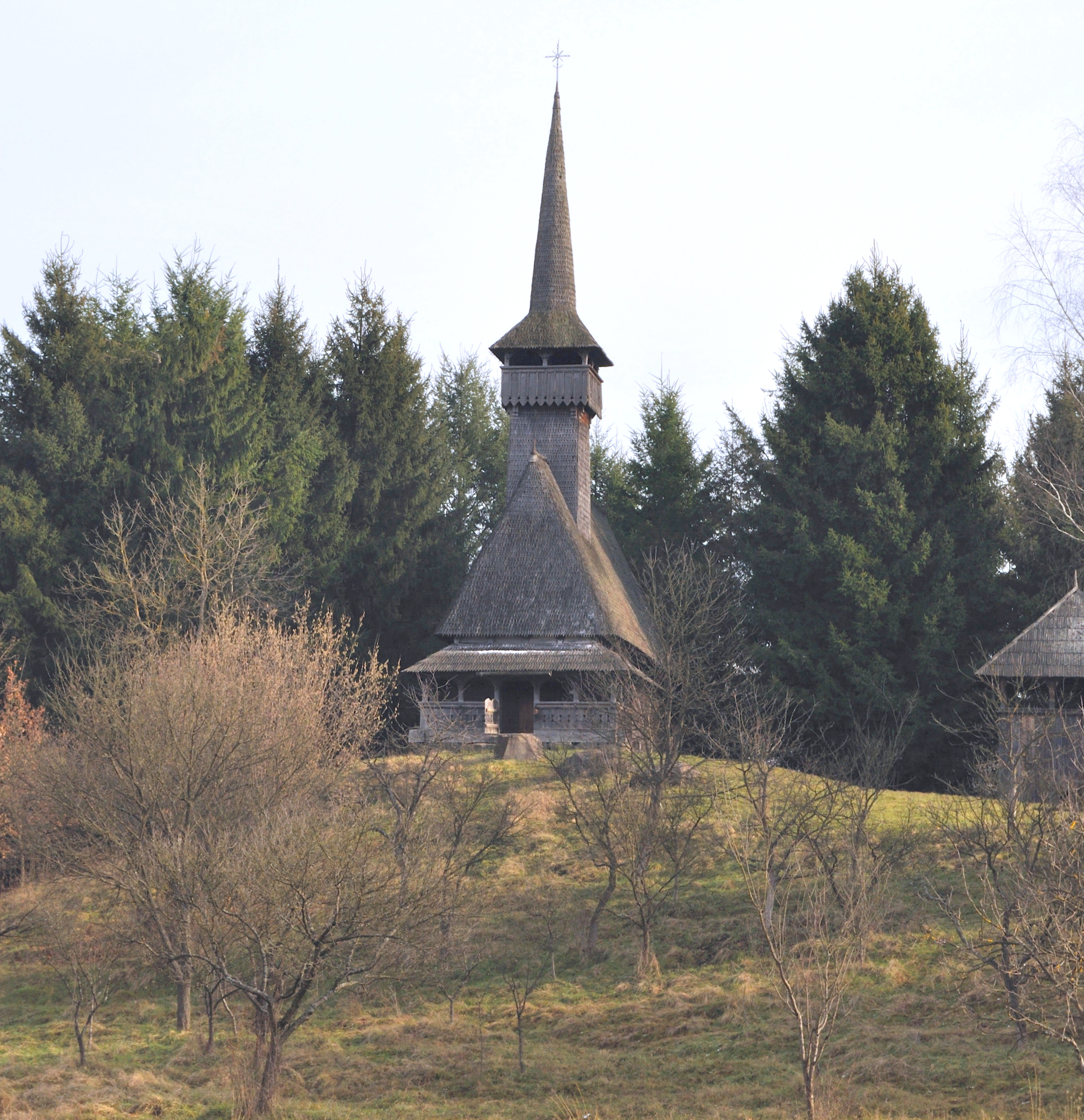
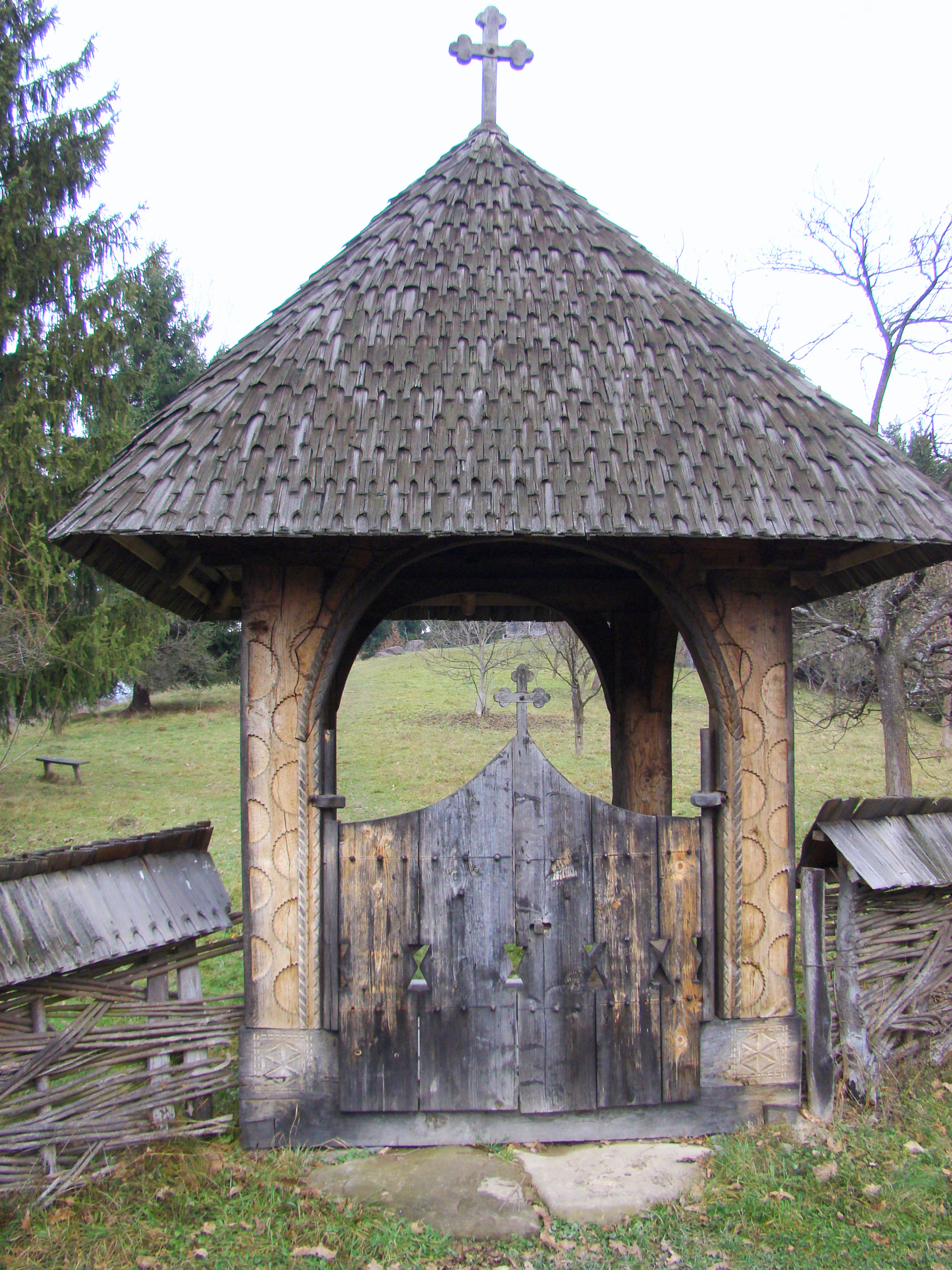
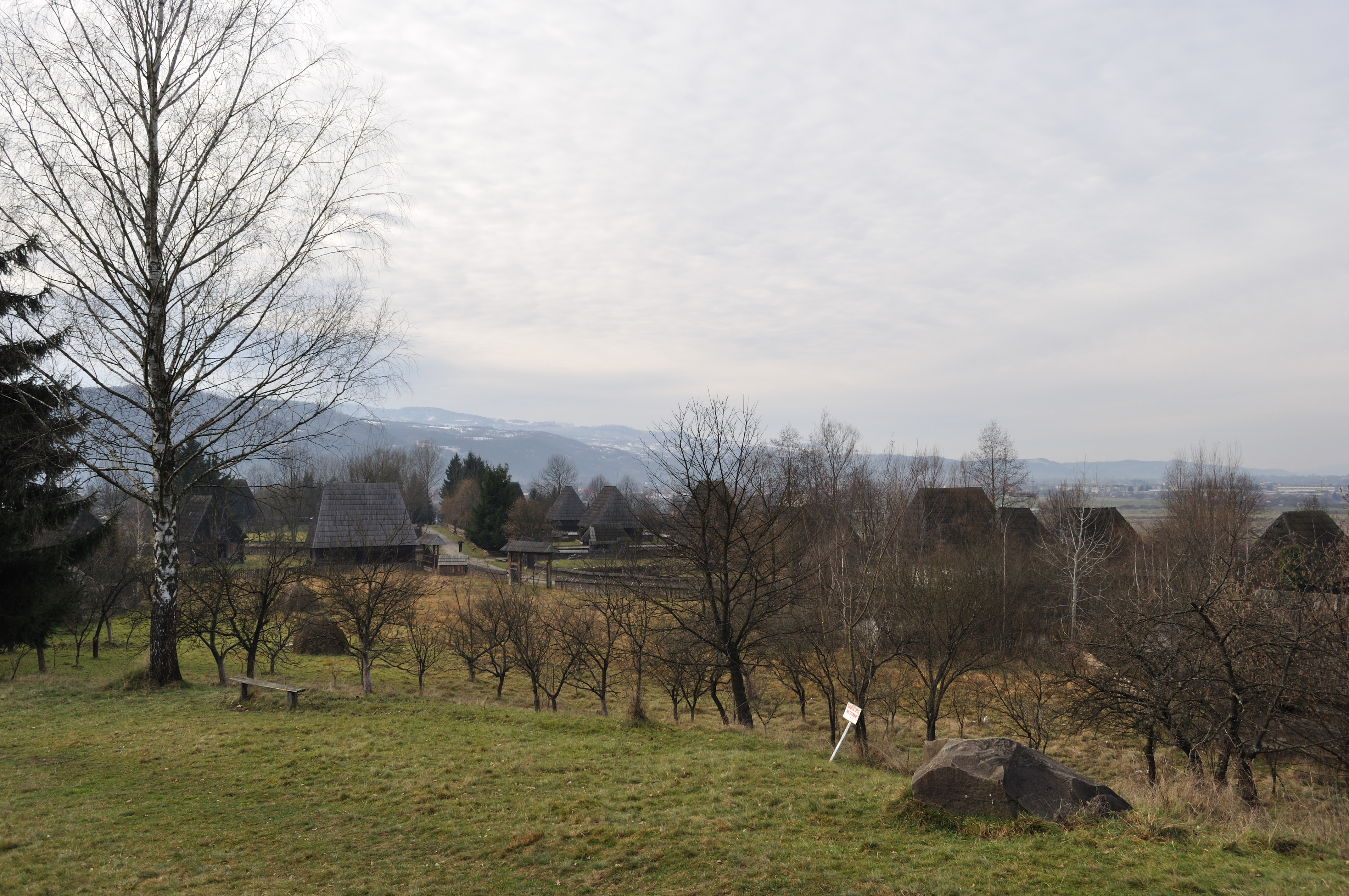
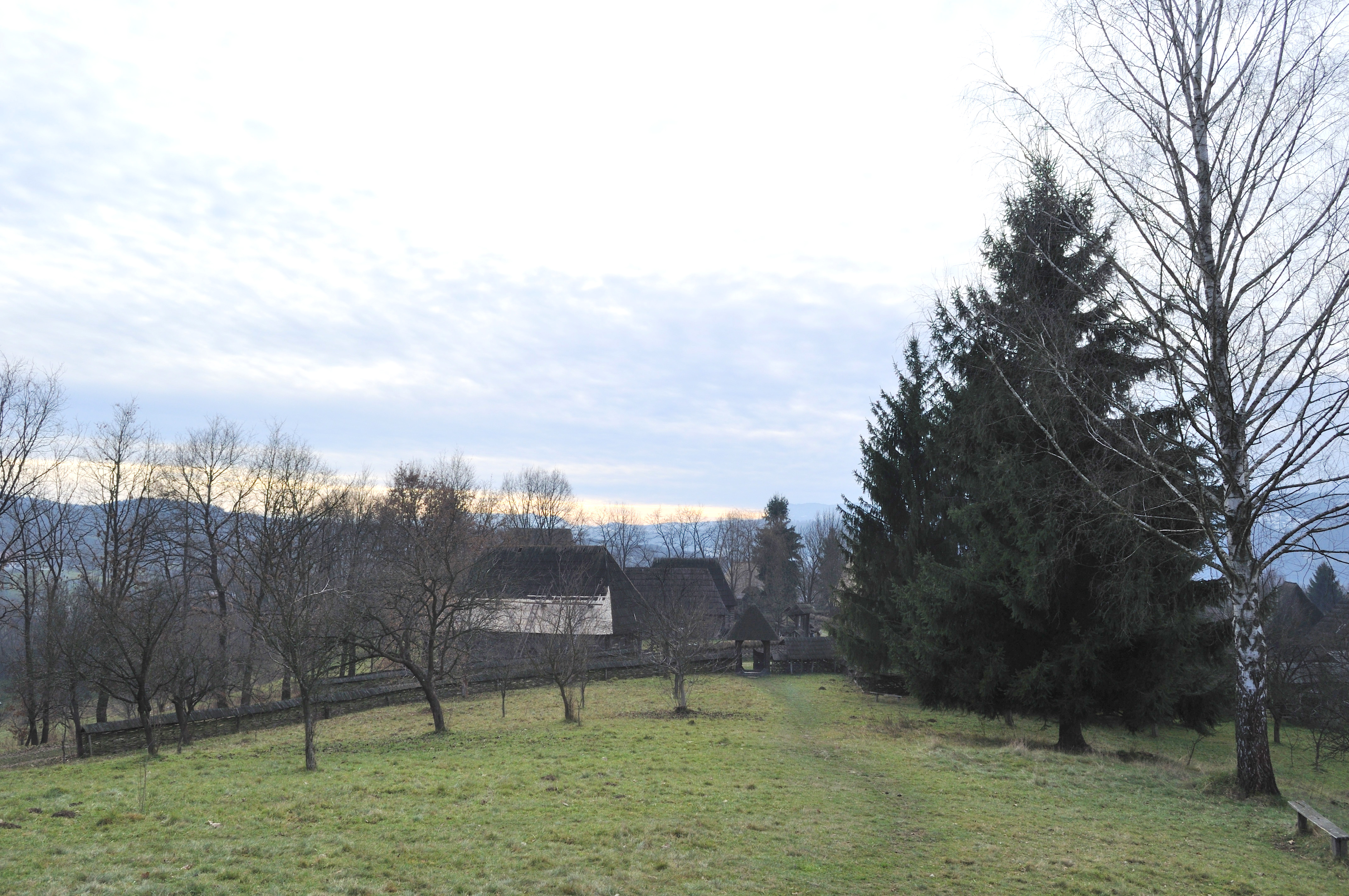